# Chemin des Dames
Pour les articles homonymes, voir Chemin (homonymie).
Le Chemin des Dames ou RD 18 CD (CD mis pour « Chemin des Dames ») est une route départementale française dans le département de l'Aisne entre Laon, Soissons et Reims, en France.
Le Chemin des Dames est entré dans la mémoire collective pour avoir été le théâtre de plusieurs batailles meurtrières de la Première Guerre mondiale.

## Toponymie
L'origine du nom Chemin des Dames réside dans la demande de Mme de Narbonne d'améliorer la route menant à son château de la Bove en prévision des visites de « Mesdames », les filles de Louis XV, entre le « carrefour de l'Ange Gardien » et Corbeny : ce fut la « route pour les Dames ».
Un article de G. Lenôtre (pseudonyme de Thédore Gosselin) d'avril 1917 popularise cette origine en l'enjolivant :

« Mesdames Adélaïde, Sophie et Victoire, filles de Louis XV, allaient souvent dans la belle saison, passer quelques jours chez Mme de Narbonne, l’une de leurs dames d’honneur, au château de La Bove. [...] On établit vers 1770, pour la commodité des princesses, une bonne chaussée, [et] on appelle cette nouvelle route le "chemin des Dames". »

La presse militaire allemande reprend cette version depuis lors recopiée partout.
Elle est en partie légendaire : seules Mmes Adélaïde et Victoire se sont rendues à La Bove, une seule fois de façon certaine, en 1784. L'amélioration du chemin en 1783 a seulement consisté en son empierrement en cailloutis, et non en la construction d'une « bonne chaussée ».

## Description
La route relie d’ouest en est les 25,9 km séparant Aizy-Jouy de Corbeny, entre les rivières l'Ailette au nord et l'Aisne au sud.
Il commence au niveau de l'échangeur entre la route nationale 2 et la D18 CD. Le calvaire de l'Ange gardien, qui n'a pu être déplacé lors de la construction de l'échangeur, en marquait autrefois l'entrée ouest. Empruntant la route départementale 18, le Chemin des Dames rejoint vers l'est la route nationale 44 à Corbeny. Long d'une petite trentaine de kilomètres, il passe par la ligne de crête située entre la vallée de l'Ailette et la vallée de l'Aisne. Par extension, le Chemin des Dames désigne le plateau compris entre ces deux vallées.

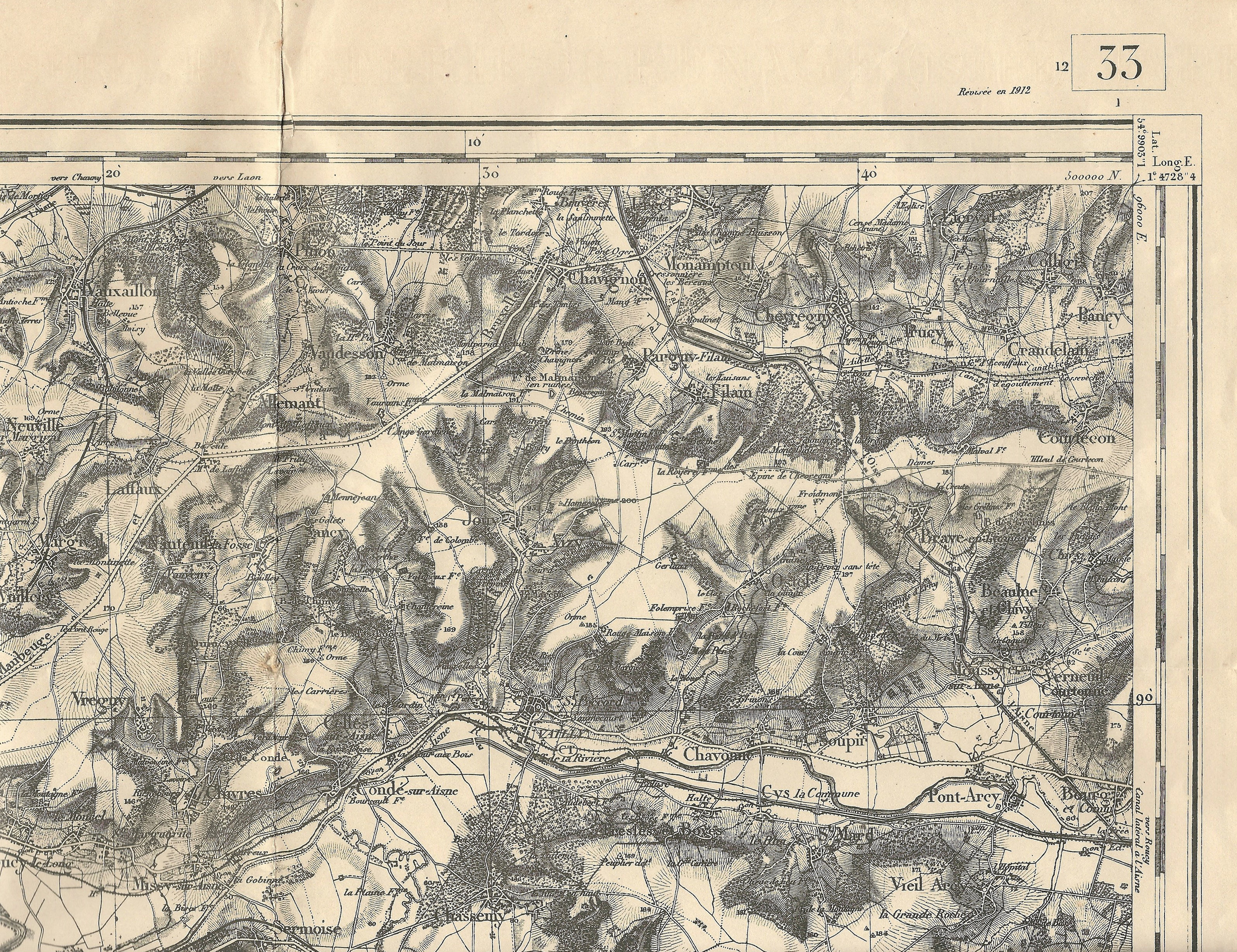
Le Chemin des Dames, avant 1914, partie ouest
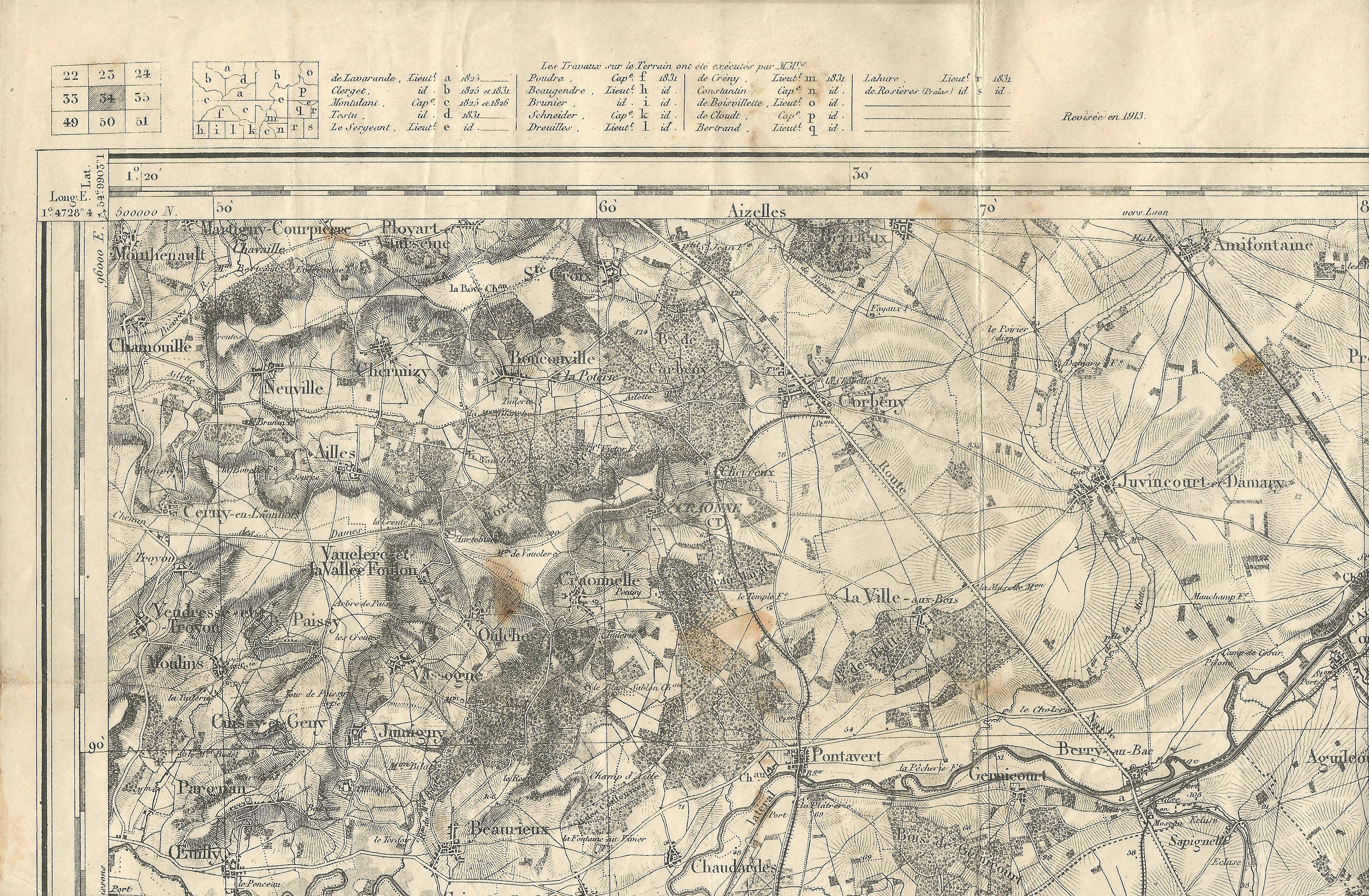
Le Chemin des Dames, avant 1914, partie est
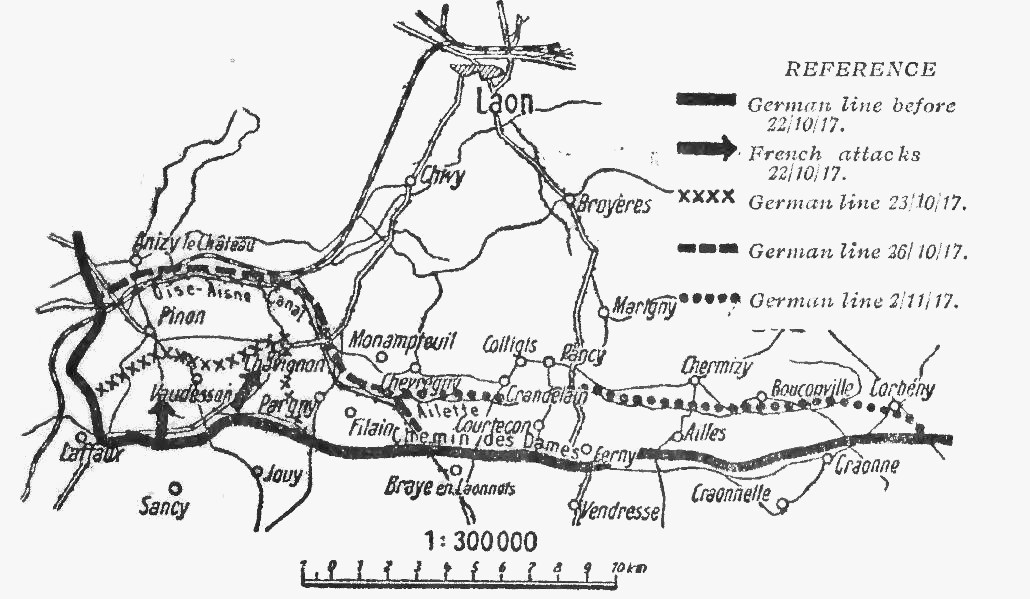
Carte du Chemin des Dames, en novembre 1917.

La RD 18 CD traverse dix-huit villages dont sept ont été totalement ou partiellement détruits et classés en zone rouge en 1923. Sur ces sept villages, deux ont été reconstruits sur un autre emplacement du territoire de leur commune : Cerny-en-Laonnois  et Craonne, et cinq ont fusionné avec une commune voisine. Parmi les cinq villages qui ont fusionné, trois avaient été totalement détruits : Ailles (dont il ne reste qu’un champ) a été associé à Chermizy. Courtecon (dont seule une chapelle a été reconstruite sur l’emplacement de l'ancienne église) a été associé à Pancy et le hameau de la Vallée-Foulon de Vauclerc-et-la-Vallée-Foulon (dont il ne reste qu’un crucifix) a été associé au village de Oulches, alors que le village Vauclerc-et-la-Vallée-Foulon qui entourait l’abbaye de Vauclair (dont il ne reste plus que les ruines) a été associé à la commune de Bouconville. Deux villages avaient été partiellement détruits : Beaulne-et-Chivy (dont il subsiste quelques maisons) a été associé à Vendresse et Crandelain-et-Malval (dont il ne reste que quelques maisons) à Colligis. Quelques fermes qui furent l'enjeu de batailles célèbres de la Première Guerre ont été reconstruites, telle que la ferme d'Hurtebise ; d’autres, la ferme Saint-Martin, la Malmaison, la Royère ou Malval, ne le furent pas.

## Parcours
- Aizy-Jouy du Val de l'Aisne

(0,0 km) : La RD 18 CD commence au rond-point d’un échangeur où passent trois autres routes : la RN2, la RD14 et la RD23.
La RD 23 Sud amène aux monuments commémoriaux du moulin de Laffaux (Crapouillots (1933), général Eugène Brillié, 4e Cuirassiers, 9e Cuirassiers,… ainsi qu’à l’ancien village disparu d’Allemant (reconstruit dans la vallée mitoyenne). La RD 23 Nord amène au bélier hydraulique, au pont Noir, au fort et au cimetière militaire allemand, ainsi qu’aux écluses des ponts d'Elle et d'Oger à Chavignon. La RD 14 Est amène à la chapelle souterraine de Rouge-Maison à Vailly-sur-Aisne. La RD 14 Ouest amène à Vaudesson.
- Chavignon du Val de l'Aisne

(0,3 km) : En 1924, un calvaire de l'Ange gardien marquant l'entrée Ouest de la RD 18 CD, n'a pu être déplacé en 2005 lors de la construction de l'échangeur, et se situe depuis entre la RN 2 et la RD 23.
(1,7 km) : rive gauche, un monument en granite du régiment d'infanterie coloniale du Maroc le plus décoré de l’armée française avec ses trois fourragères : légion d'honneur, médaille militaire et croix de guerre. Inscription du général Maistre : « Le général commandant de la VIe armée cite à l'ordre de l'armée le régiment d'infanterie coloniale du Maroc (ordre général no 529 du 13 novembre 1917 régiment d'élite sous l'énergique commandement du lieutenant-colonel Debailleul a le 23 octobre 1917, par une manœuvre audacieuse difficile et remarquablement exécutée, encerclé et enlevé de haute lutte les carrières de la Bohéry, s'est emparé ensuite des lignes de tranchées du Chemin des Dames que la garde prussienne avait l'ordre de défendre, puis progressant encore sous un feu violent d'artillerie et de mitrailleuses sur une profondeur de plus de 2 km2 malgré des pertes sensibles, a atteint avec un entrain admirable tous les objectifs, infligeant à l'ennemi de lourdes pertes, capturant 950 prisonniers dont 14 officiers, 10 canons dont 8 de gros calibre, et un nombreux matériel de guerre » (sculpteur Rombaux Roland, 1934).
(2,0 km) : rive gauche, une borne kilométrique.
(2,3 km) : rive gauche, une stèle commémorative de la 38e DI (division d'infanterie) marque l’intersection d’une route. Est écrit : « 23 octobre 1917, la 38e division comprenant le 4e régiment de zouaves, le RICM (régiment d’infanterie coloniale du Maroc), le 4e régiment mixte de zouaves et tirailleurs, le 8e régiment de tirailleurs tunisiens, le 32e régiment d’artillerie de campagne, part à l’attaque. D’un seul élan, le 4e Zouaves s’empare du fort de la Malmaison et de tous ses objectifs, faisant les 23-24-25 octobre 600 prisonniers, capturant 17 canons et de nombreuses mitrailleuses, obtenant sa 6e citation à l’ordre de l’Armée ».
- - La route à gauche, mène au fort de Malmaison (sur les plans du général Séré de Rivières)[7] avec son cimetière allemand enterrés après la bataille de la Malmaison (1917).
  - La route à droite redescend à la Creute du Caïd, à l’église d’Aizy (1933) et à l’Aisne[8],[9].

(3,2km) : La ferme du Panthéon
- Pargny-Filain du Val de l'Aisne

(3,7 km) : la RD 15 conduit au monument allemand) à l’arrière de l’église et au lac de Monampteuil où coule l’Ailette et le canal de l'Oise à l'Aisne.
- Filain du Val de l'Aisne

(4,0 km) : rive gauche, une borne kilométrique.
(4,3 km) : La RD 152 conduit à gauche aux plaques commémoratives au mur Ouest de la chapelle Sainte-Berthe (1927), située à côté de la ferme Saint-Martin (disparue) : une plaque en mémoire du 283e régiment d'infanterie, une plaque du 19e bataillon de chasseurs à pied, une plaque du 288e régiment d'infanterie du Gers. La route conduit également au lac de Monampteuil.
(5,0 km) : rive gauche, une borne kilométrique ; rive droite, le panorama à la ferme de la Royère (reconstruite sur la RD 18 CD, l’ancienne ferme a disparu ; elle était dans une prairie entre dans le bois de la Royère et la ferme actuelle).
(5,8 km) : rive droite, une stèle commémorative du 99e régiment d'infanterie alpine marque la limite entre Filain (Ouest) et Ostel (Est). Inscription : « 99 RIA 20 mai 1917 8 juin 1940 ».
- Monampteuil du Val de l'Aisne

(6,0 km) : rive gauche, une borne kilométrique indique la frontière sur 600 mètres entre Monampteuil rive gauche et Ostel rive droite.
- Ostel du Val de l'Aisne

(6,4 km) : rive droite, une stèle commémorative avec une cocarde tricolore en dessous a pour inscription : « A la mémoire de Jean Roblin mort pour la France à l'âge de 19 ans et de ses camarades du 146e d'Infanterie tombés avec lui le 18 mai 1917 ».
(6,8 km) : rive droite, une stèle commémorative avec une cocarde tricolore au-dessus a pour inscription : « Jean Dauly, 350e Régiment d'Infanterie, tué le 6 mai 1917 dans le petit bois en face à l'âge de 20 ans. Regretté de sa mère, de toute sa famille et de ses camarades. Priez pour lui ».
(7,0 km) : rive gauche, une borne kilométrique ; rive droite, une croix sculpté sur une colonne commémorative. Inscription : « Marcel Duquenoy, de Calais, âgé de 20 ans, aspirant au 350e d'infanterie. En souvenir de notre fils disparu le 6 mai 1917, dans le bois en face ».
- Chevregny des Vallons d'Anizy

(7,1 km) : rive gauche, une borne kilométrique indique la frontière sur 600 mètres entre Chevregny rive gauche, et Ostel rive droite. L’entrée Nord du tunnel souterrain du canal de l'Oise à l'Aisne se trouve dans le bois Jazé à Chevregny ainsi que le mont Bossu.
- Braye-en-Laonnois du Chemin des Dames

(7,6 km) : croisement avec le CVO (chemin vicinal ordinaire) no 3 de Chavonne à Chevregny :
- - à droite, le CVO mène à Bray (avec ses sculptures du XVIIIe siècle ainsi que celles des allemands, français et américains de la Première Guerre mondiale de l’abri souterrain de Froidmont[8] ont été classées aux monuments historiques (1998)[12], son Obélisque du 27e et 67e bataillon de chasseurs alpins, ainsi que l’entrée Sud du tunnel) et à Ostel (avec son tilleul de Sully de 1636, son monument des aviateurs, et son menhir druidique).
  - à gauche, le CVO mène à l’entrée Nord du tunnel à Chevrigny.

(8,0 km) : rive gauche, une borne kilométrique marque l’entrée d’une route menant à un forage du tunnel relié à une antenne radio.
(9,0 km) : rive gauche, une borne kilométrique.
(9,5 km) : la RD 883 permet de rejoindre :
- - à gauche, Colligis-Crandelain :
    - Vestige des creutes de l’ancienne ferme de Malval disparu situé rive gauche du virage à droite du lacet de la RD 883[13].
    - Église Saint-Nicolas[14] du village disparu de Crandelain-et-Malval.
    - Église Saint-Martin, classée monument historique (1920).
    - Traces rupestres de différentes époques dont allemandes de l’abri souterrain de Colligis, monument historique (2000).

  - à droite, Braye.

(9,6 km) : rive droite, tombe d’un poilu de la 11e DI. Est écrit : « L’an 1917, le 5e jour de mai, le Christ qui aime les Francs ouvre son royaume à 180 chasseurs à pied du 2e Bataillon, assaillant bravement Malval après 33 mois d’une cruelle guerre, pour arracher leur pays à l’injuste ennemi. Parmi eux, le sous-lieutenant Henri de Bonand-Montaret, licencié en histoire et engagé volontaire à 19 ans, tomba ici pour l’amour de la France, de Montaret, de ses hommes. Français, ne craignez rien mais priez Dieu pour le bataillon. Lettre d’Henri du 16 avril 1917. »
(9,7 km) : la ferme de Malval, reconstruite sur la RD 18 CD en 1918, après la destruction de l’ancienne ferme.
Colligis-Crandelain du Laonnois
(10,0 km) : rive gauche, une borne kilométrique limite la frontière entre Colligis-Crandelain rive gauche, et Braye rive droite.
- Pancy-Courtecon du Chemin des Dames

(11,0 km) : rive gauche, une borne kilométrique.
(11,4 km) : intersection avec :
- - à droite, le chemin rural de Moussy-Verneuil à Courtecon amenant au bois des Vaumerons de Vendresse-Beaulne.
  - à gauche, le chemin vicinal ordinaire no 5 du Chemin des dames à Pancy amène à Pancy-Courtecon avec sa chapelle du village disparu de Courtecon[16], son église Saint-Jean-Baptiste[8]

classée au titre des monuments historiques en 1921 et son monument commémoratif franco-allemand.
(12,0 km) : rive gauche, une borne kilométrique.
- Cerny-en-Laonnois du Laonnois

(13,0 km) : rive gauche, une borne kilométrique ; Rive droite, cimetière militaire allemand de 1914-1918 (Deutscher Soldatenfriedhof).
(13,1 km) : rive gauche, Chapelle Mémorial du Chemin des Dames (1951), sa lanterne des morts (1969) et une stèle de la 38e division d’infanterie où est inscrit : « Monument à la 38e division d’infanterie groupant les RICM 4e zouaves, 4e mixte zouaves tirailleurs, 8e tirailleurs tunisiens, 32e RAC, Cies du Génie 19/2 – 19/52 a combattu en septembre 1914 au Chemin des Dames, à Craonne et Heurtebise, en avril 1917 à Cerny, La Bovette et Heurtebise, en octobre 1917 à Chavignon, Carières Bohery, et reprise du fort de La Malmaison le 23 octobre ».
Dans la chapelle, une plaque commémore la mémoire des Sénégalais (1983), et une plaque commémorative rend hommage au 18e régiment d'infanterie au Mémorial de Cerny, ville natale de Remi de Reims.

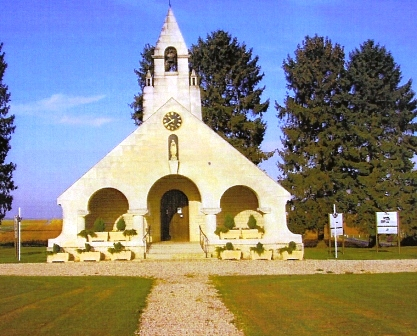
Chapelle Mémorial du Chemin des Dames (1951).

(13,1 km) : rive droite, Nécropole française et russe (cimetière militaire 1919) avec la Colonne des Britanniques du 1er Bataillon Loyal North Lancashire. Inscription : « In memory of the officers warrant and non commissioned officers and men of the Battalion Loyal North Lancashire regiment who laid down their lives on active service 1914-1919 ».
(13,2 km) : la RD 967 (anciennement RN 367) permet de rejoindre :
- - à droite, indiqués par un panneau « Pays de Laon par monts et merveilles », deux cimetières militaires anglais de 14-18, le British Cemetery et le Churyard à Vendresse-Beaulne ainsi que la chapelle du village disparu de Beaulne-et-Chivy.
  - à gauche, le mémorial de Cerny et le Lac de l'Ailette.

(13,6 km) : intersection avec une voie rurale :
- - à droite, le chemin rural de Vendresse-Beaulne à Cerny-en-Laonnois amène à la RD 967.
  - à gauche, le chemin rural de Chamouille à Cerny-en-Laonnois amène au cimetière civil seul lieu ayant survécu à la destruction de l’ancien Cerny-en-Laonnois.

(14,0 km) : rive gauche, une borne kilométrique.
(15,0 km) : rive gauche, une borne kilométrique.
- Vendresse-Beaulne du Chemin des Dames

(15,2 km) : rive gauche, une stèle commémorative marque la limite territoriale entre Cerny-en-Laonnois au Nord et Vendresse-Beaulne au Sud. Inscription : « A la mémoire de notre fils bien-aimé, le sous-lieutenant Louis Astoul, du 70e Sénégalais, tombé glorieusement dans ces parages à l'âge de 24 ans au cours de l'assaut du 16 avril 1917 et de ses camarades ».
- Paissy du Chemin des Dames

(16,0 km) : à gauche, la borne kilométrique du Poteau d’Ailles marque l’intersection avec la RD 102 qui amène :
- - à gauche, aux pelouses du village disparu d’Ailles à Chermizy-Ailles.
  - à droite, au vestige de l’ancien moulin à vent la ferme de la Tour[19], à la creute-chapelle de Teilhard de Chardin (1916) et l’église Saint-Rémi (1930) de Paissy[20].
- Chermizy-Ailles du Chemin des Dames

(17,0 km) : une borne kilométrique marque la limite territoriale entre Chermizy-Ailles au nord et Paissy au sud.
- Oulches-la-Vallée-Foulon du Chemin des Dames

(17,8 km) : à droite, les neuf statues de la Constellation de la Douleur du Mémorial aux tirailleurs sénégalais de Christian Lapie, et la stèle de la 164e DI, à l’inscription : « Aux morts de la 164e Division, Chemin des Dames, Vauclerc, Casemates, Mai ; Hurtebise, Dragon, juin ; Craonne, Californie, juillet ».
(17,9 km) : musée du Chemin des Dames, « caverne du Dragon »  (Drachenhöhle) à la ferme de la Creute.
(18,0 km) : rive gauche, une borne kilométrique.

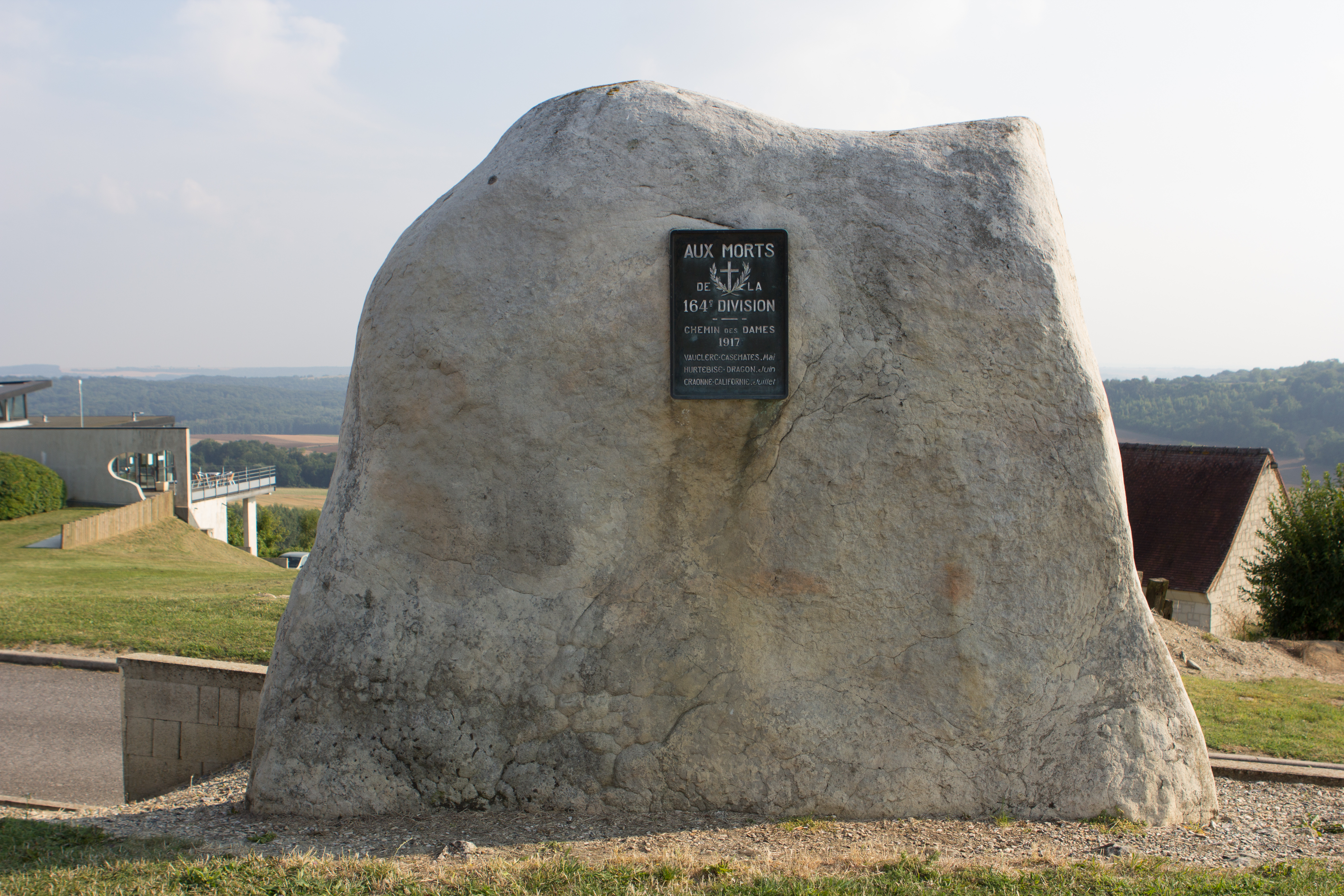
Stèle de la 164e division au-dessus de la caverne du Dragon.
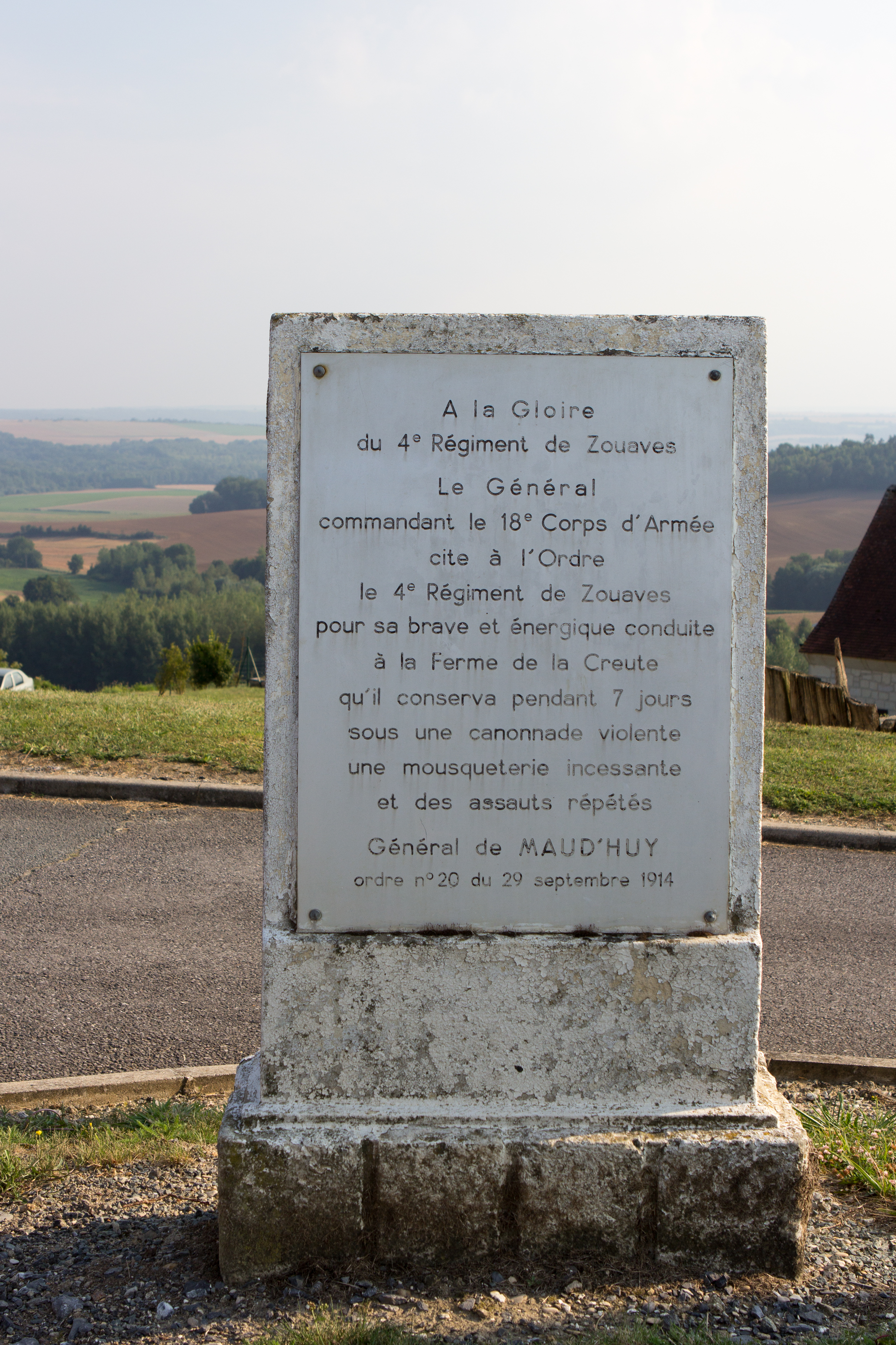
Stèle du 4e régiment de zouaves.

- Bouconville-Vauclair du Chemin des Dames

(18,3 km) : intersection avec la RD 886 qui amène :
- - à droite, au crucifix du hameau disparu de La Vallée-Foulon

à Vauclerc-et-la-Vallée-Foulon (village disparu, racolé à Oulches-la-Vallée-Foulon).
- - à gauche, en face du monument en bronze en mémoire des soldats « Marie-Louise » et des « Bleuets », où est écrit : « 1814 – 1914 A la vaillance de la jeunesse française Marie-Louise 1814 - Bleus 1914 unis dans une même gloire » (Maxime Real del Sarte, 30 octobre 1927)[22], se trouvent une plaque commémorative du 4e de Zouaves : A la gloire du 4e Régiment de Zouaves vainqueur des combats de 1914 et 1917 contre la garde impériale allemande à la ferme d’Hurtebise. et une plaque commémorative du 4e division cuirassée : Ici le 20 mai 1940, les Cies auto 249 et 349/22 de la 4e division cuirassée attaquées de toutes parts par des éléments blindés allemands défendirent vaillamment leur convoi dans un combat inégal. Hommage à nos morts. accolées sur l’enceinte de l’ancienne mairie d’Hurtebise[23]. Chacun des deux piliers du portail est coiffé d’un boulet de canon de la Bataille de Craonne (1814). La RD 886 continue au jardin de Plantes Médicinales de l’abbaye de Vauclair à l’ancien village de Vauclerc-et-la-Vallée-Foulon (disparu, rattaché à Bouconville-Vauclair) ainsi qu’au réseau de tranchées de Bouconville-Vauclair.

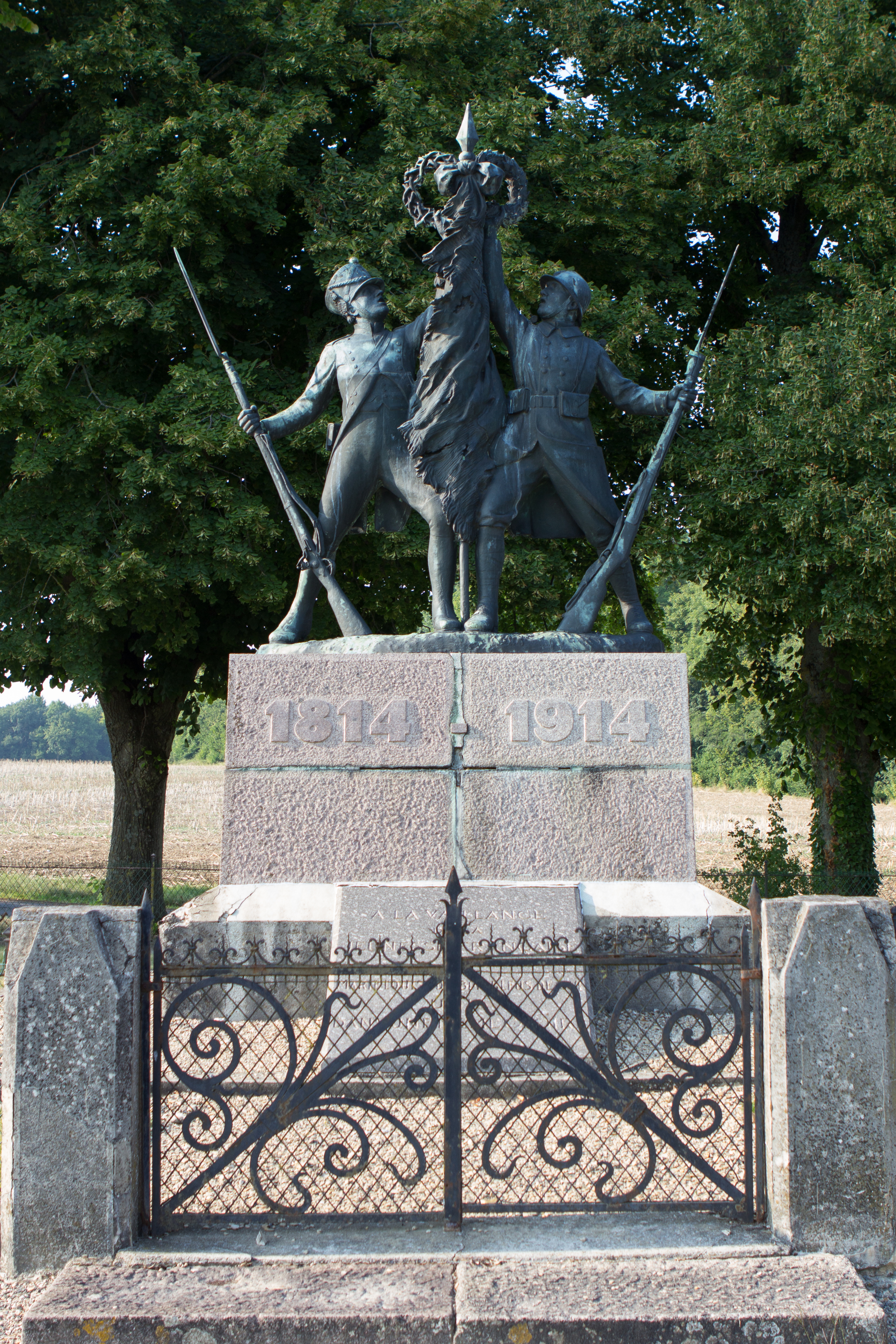
Le monument des Marie-Louise et des Bleuets.
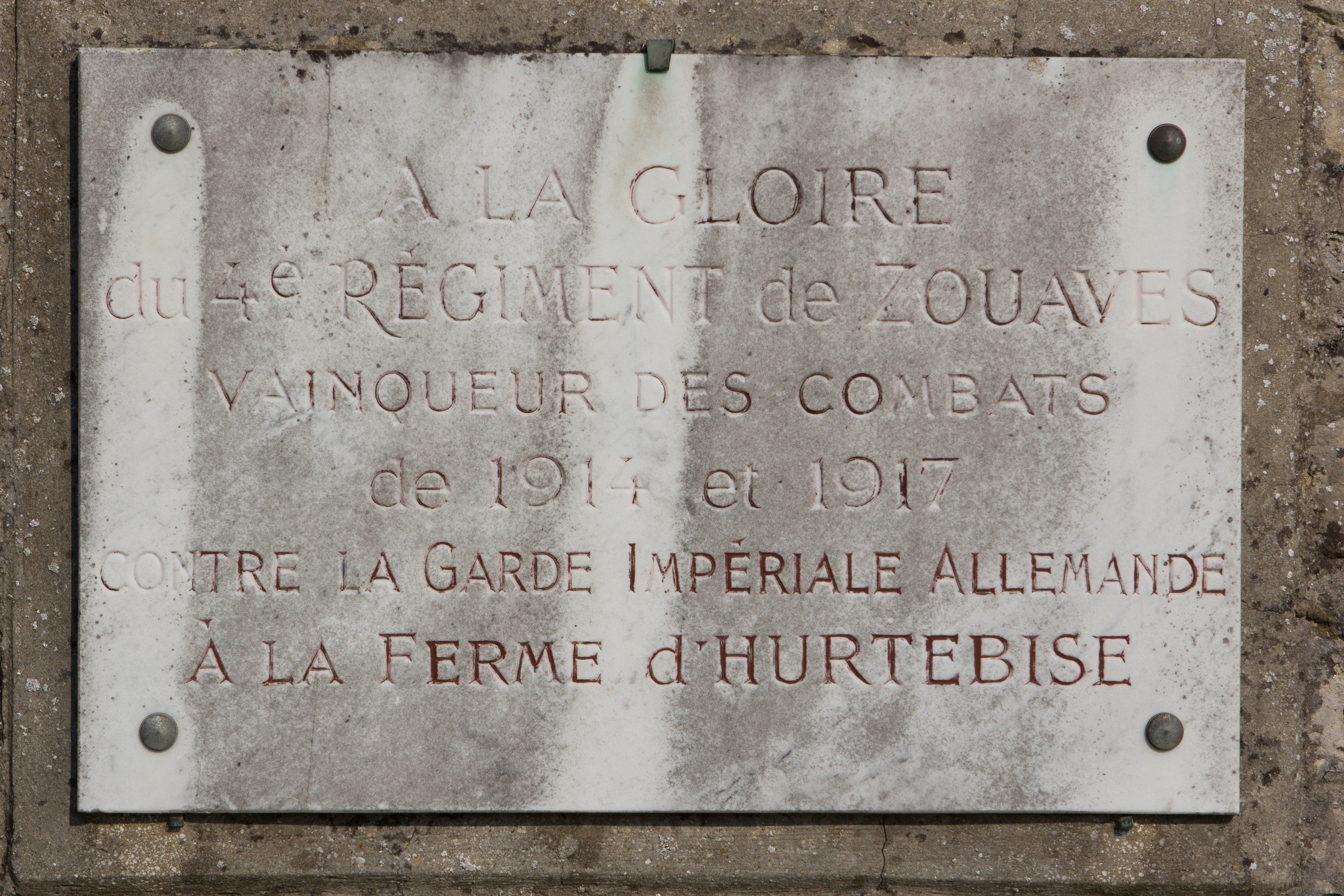
Plaque du 4e de zouaves.

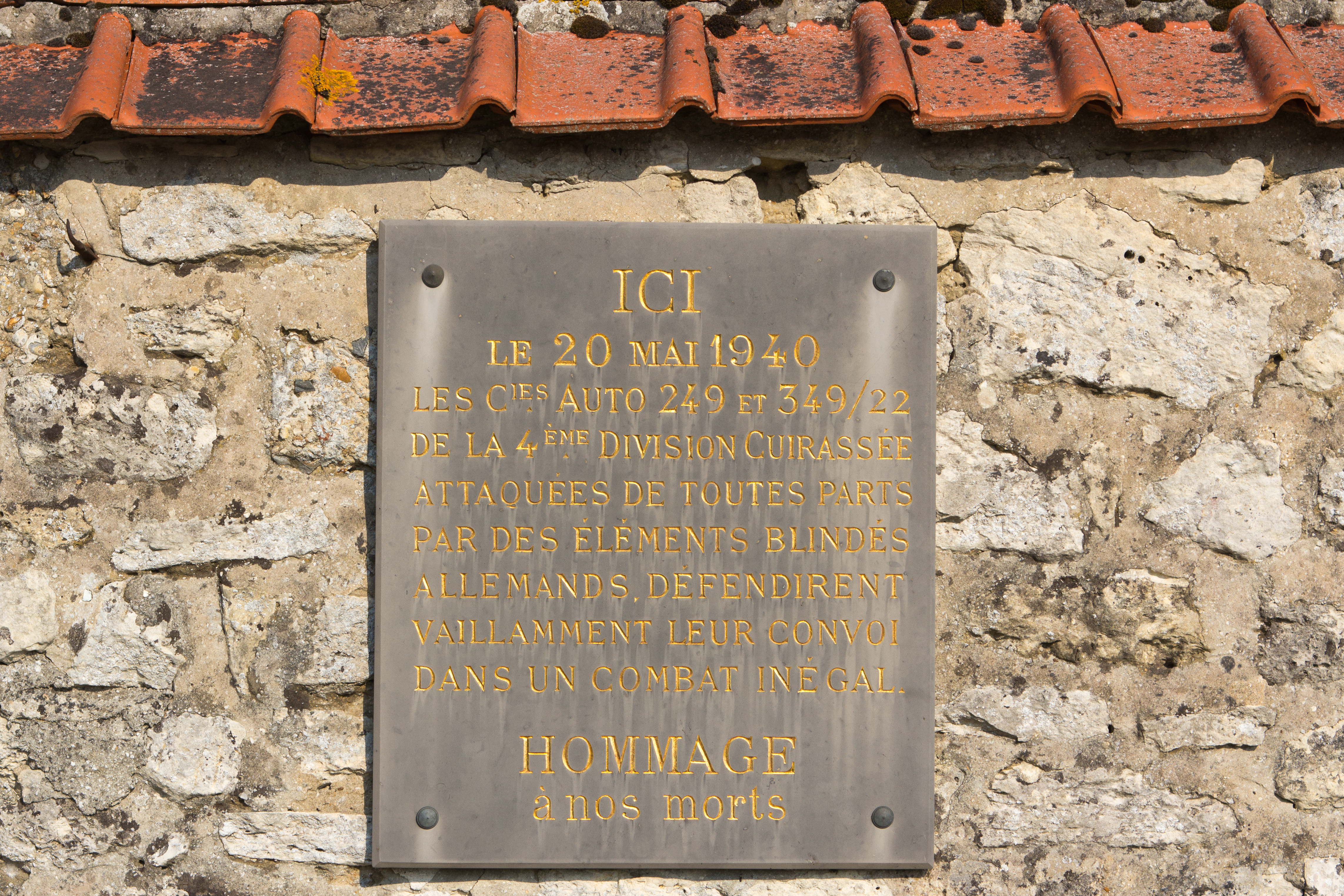
Plaque de la 4e division cuirassée.
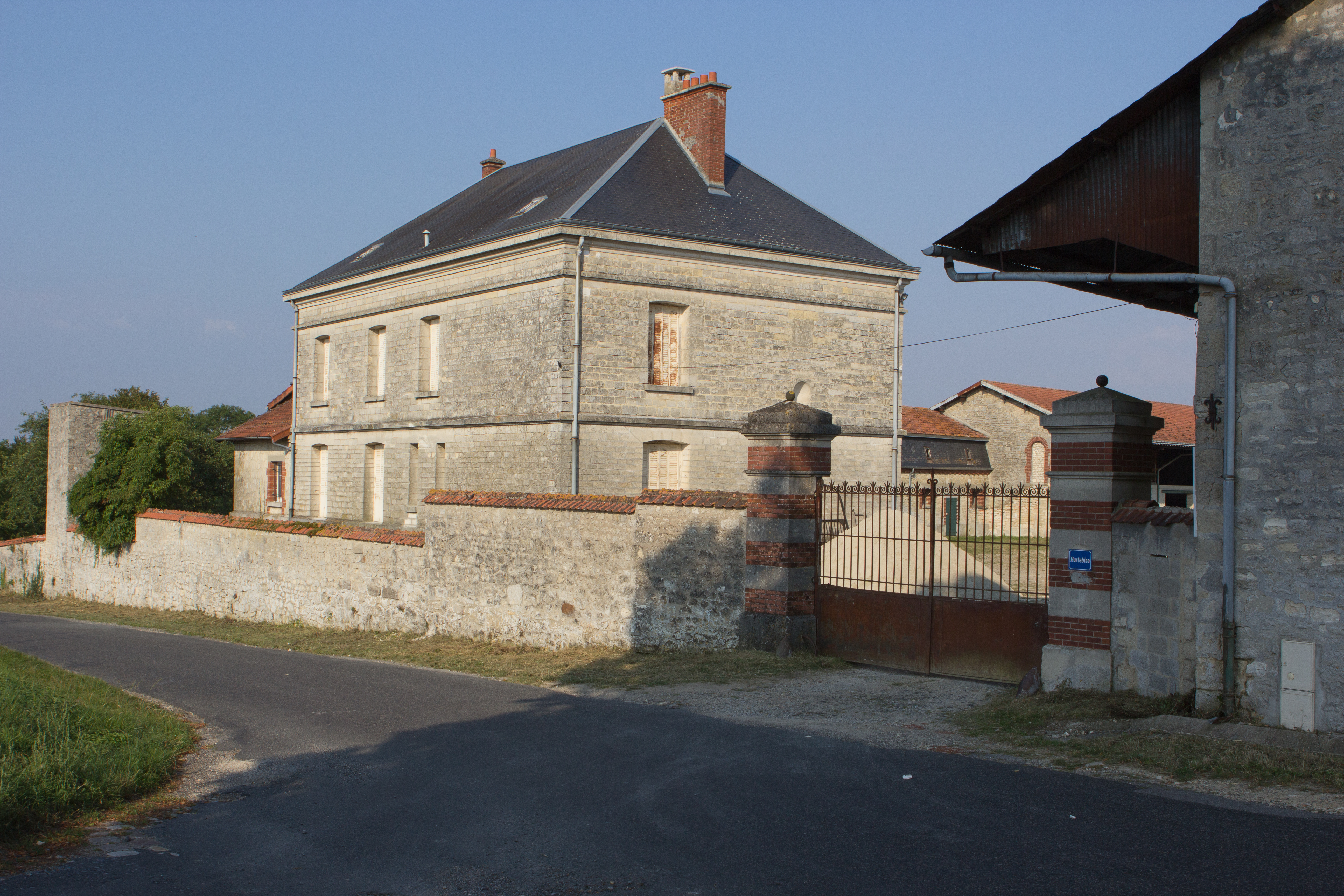
La ferme et ancienne mairie d’Hurtebise.

(19,0 km) : rive gauche, une borne kilométrique marque l’intersection avec la RD 18. Sur la gauche, la D 18 CD prend le nom de « la Journette » et amène au plateau de Californie. Sur la droite, la RD 18 descend au monument des Basques de la 36e division d’infanterie dont le 18e régiment d'infanterie de Pau, et au cimetière de Craonnelle, ainsi qu’à Maizy où trois soldats du 18e RI furent fusillés pour l’exemple (1917).
(19,2 km) : rive droite, une fortification recouverte de gazon laisse passer une cheminée.
(20,0 km) : rive gauche, une borne kilométrique.
(20,2 km) : sur la rive gauche, le chemin des Frères-Anciaux dans la forêt domaniale de Vauclair conduit à Bouconville-Vauclair.
(20,4 km) : sur la rive gauche, un chemin conduit au monument Napoléon, statue de Napoléon Ier debout mains derrière le dos. Sur le socle est inscrit : « Commémoration de la bataille de Craonne 7 mars 1814, Ce monument a été érigé par le comité de tourisme et l’union des st. de l’Aisne et inauguré le 30 juin 1974, par m. Michel Poniatowski ministre d’État ministre de l’Intérieur » (sculpteur : Georges Thurotte, 1974).
- Craonne du Chemin des Dames

(21,0 km) : rive gauche, une borne kilométrique.
(21,1 km) : sur la rive gauche, un chemin de la Laie des Casemates dans la forêt Domaniale de Vauclair, sur la rive gauche, le Plateau des Casemates entre l’isthme de Hurtubise et le plateau de Californie.
(21,6 km) : sur la rive gauche, le monument Ils n'ont pas choisi leur sépulture (du sculpteur Haïm Kern, 1998) devant l’entrée du chemin de la Laie de Californie dans la forêt domaniale de Vauclair ;
Sur la rive droite, le belvédère du plateau de la Californie offre un panorama de la vallée de l’Aisne. Un monument du 18e régiment d'infanterie (1927) sur un blockhaus au bord oriental du plateau. Il est écrit : « À la gloire du 18e RI de Pau (Béarn - Pays basque - Gascogne), régiment d'élite chargé d'enlever le plateau de Craonne, position jugée inexpugnable, l'a pris d'assaut dans un élan superbe. Citation à l'armée - 4-5 mai 1917 ».

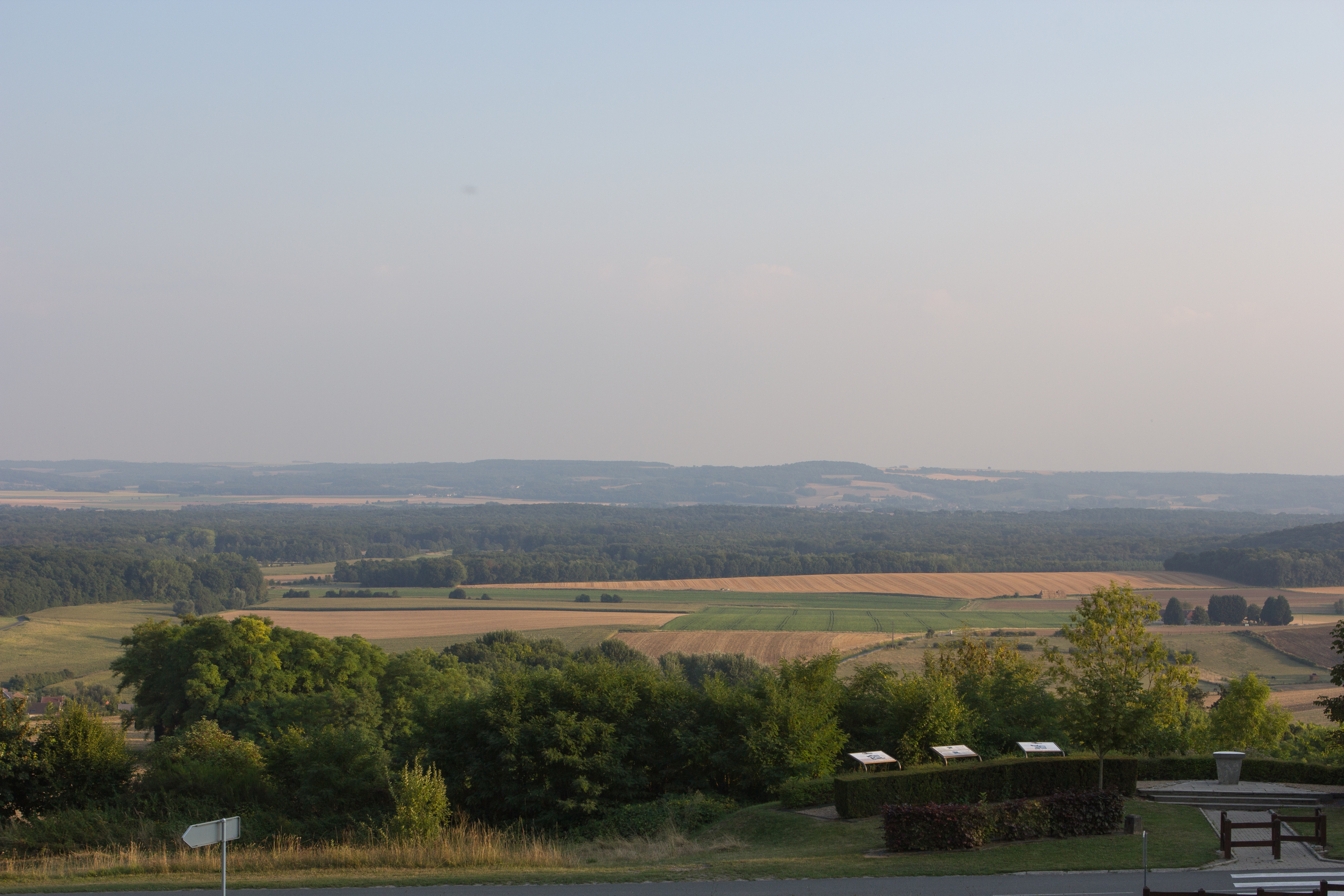
Panorama vu du plateau de Californie.
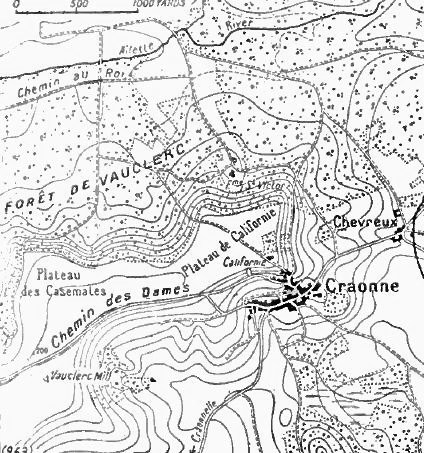
Plateau Californie et des casemates.
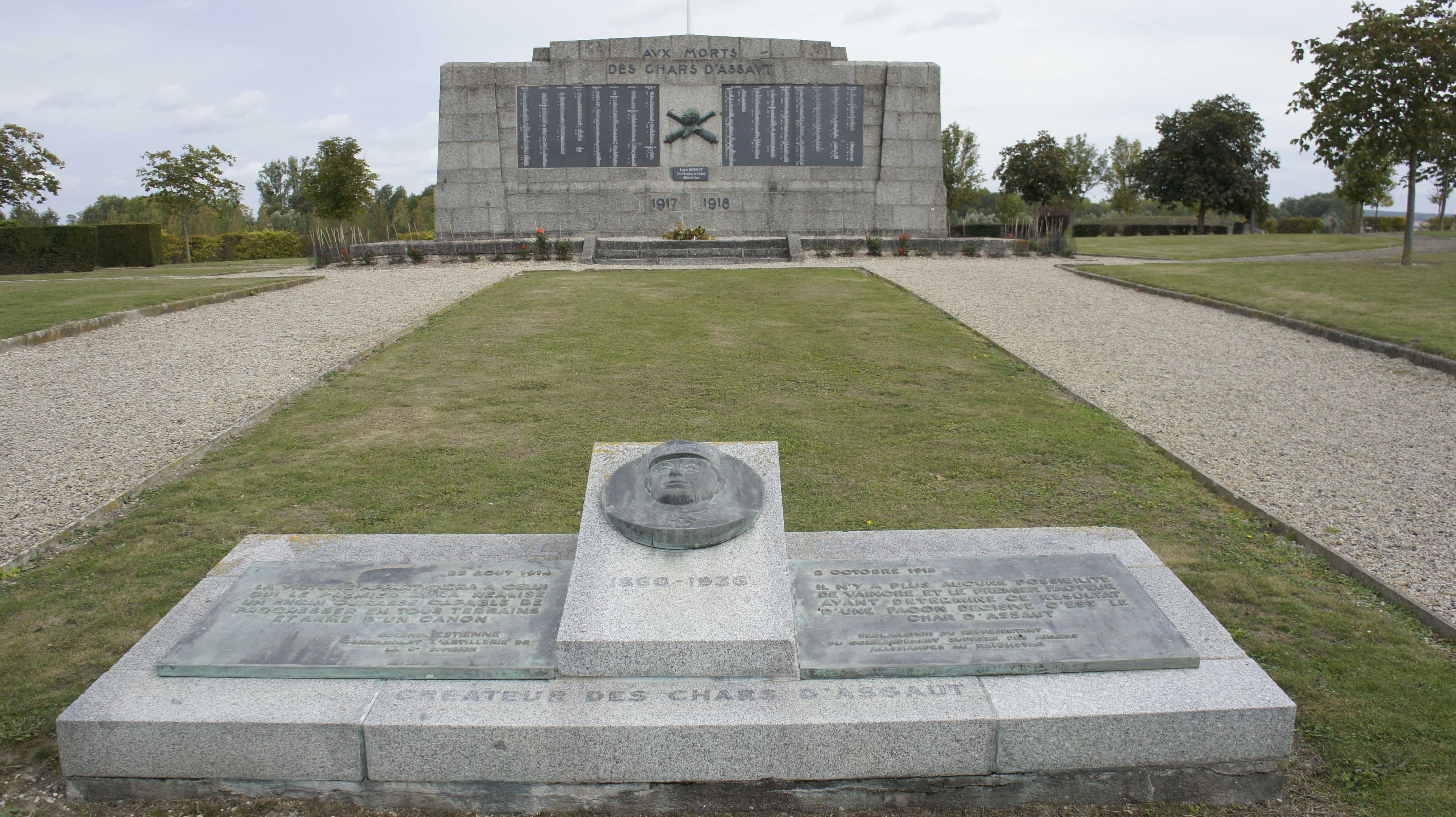
Monument des chars d'assaut.

(22,0 km) : rive gauche, une borne kilométrique.
(22,4 km) : sur la rive droite, les tableaux de l’arboretum de Craonne marquent l’entré d’un chemin qui descend à Craonne ;
sur la rive gauche, une micro balade mène au Hêtre de la paix (1998) de l’arboretum, aux vestiges de l’église Saint-Martin et du cimetière du Vieux Craonne, village disparu sous les bombardements de 14-18 et placé en zone rouge.
(23,0 km) : rive gauche, une borne kilométrique marque l’intersection avec sur la droite, un monument « À nos morts » « Enfants de Craonne » 1914-1918 à l’entrée de la RD 18 qui descend à l’église Art déco Saint-Martin à Craonne. Sur la gauche, la D 18 CD se dirige vers le monument des chars d’assaut à Berry-au-Bac.
(23,1 km) : sur la rive droite, une stèle est écrit A la mémoire de Joseph Adolphe Hirsch, lieutenant au 2e Génie, chevalier de la Légion d’honneur, Croix de Guerre, tombé à Craonne le 5 mai 1917.
(23,5 km) : intersection avec la RD 19 ou se trouvait rives gauche et droite le hameau de Chevreux (disparu) :
- - à gauche, la route mène à la ferme du Temple et à la stèle de Guillaume Apollinaire à Pontavert.
  - à droite, un monument au 8e et au 208e régiment d'infanterie, marque la route qui mène au jardin de Plantes Médicinales de l’abbaye de Vauclair et le Réseau de tranchées de Bouconville-Vauclair. Est écrit sur le monument : Aux officiers, sous-officiers et soldats des 8e et 208e R.I. ayant combattu en avril 1917 à Craonne-Chevreux. 1914-1918. Dinant – Guise – Marne – Aisne – Champagne – Verdun – Somme – Flandres – Ourcq – Ailette[29].
- Corbeny du Chemin des Dames

(25,3 km) : intersection avec la RD 889 qui amène à Pontavert.
(25,0 km) : rive gauche, une borne kilométrique.
(25,2 km) : intersection avec à droite la RD 182 qui amène au collège Léopold-Senghor.
(25,4 km) : à droite, la petite chapelle royale de la fontaine Saint Marcoult (reconstruite en 1920). Plaque commémorative, avec pour inscription : « Ici dans le prieuré bénédictin de Corbeny de 899 à 1790, les reliques de saint Marcoult, abbé de Nanteuil, invoqué pour la guérison des écrouelles ont été vénérées par le pape Calixte II, saint Bernard[Lequel ?], sainte Jeanne d'Arc et par des multitudes de pèlerins. »
(25,5 km) : intersection avec à gauche la RD 62 qui amène au jardin de Plantes Médicinales de l’abbaye de Vauclair et le Réseau de tranchées de Bouconville-Vauclair. À droite sur la place Saint-Marcoult, se trouve un abreuvoir.
(25,6 km) : intersection avec la RD 889.
(25,7 km) : intersection avec rue de la Poterne rive gauche, rue des Remparts du Midi rive droite. La RD 18 CD prend le nom de rue Pierre-Curtil.
(25,8 km) : rive gauche, la rue de l'École sépare la mairie d’une statue commémorative d’un poilu. La façade de la mairie porte la plaque commémorative suivante : « Jeanne d’Arc, au lendemain du sacre accompagnant le roi Charles VII a séjourné à Corbeny le 22 juillet 1429, Cinquième centenaire, offert par Notre Dame de Montréal Canada ». Sous le poilu tenant son fusils à terre est écrit Corbeny à ses enfants morts pour la France 1914 - 1918
(25,8 km) : rive droite, ruelle Garlet.
(25,9 km) : l’église Saint-Quentin (reconstruite en 1920) marque l’intersection avec la RD 1044 (anciennement route nationale 44) et la RD 18.
- - En face, la RD 18 amène à Berrieux.
  - la RN 44 amène à Sainte-Croix à gauche et à La Ville-aux-Bois-lès-Pontavert et au monument des chars d’assaut à Berry-au-Bac à droite.

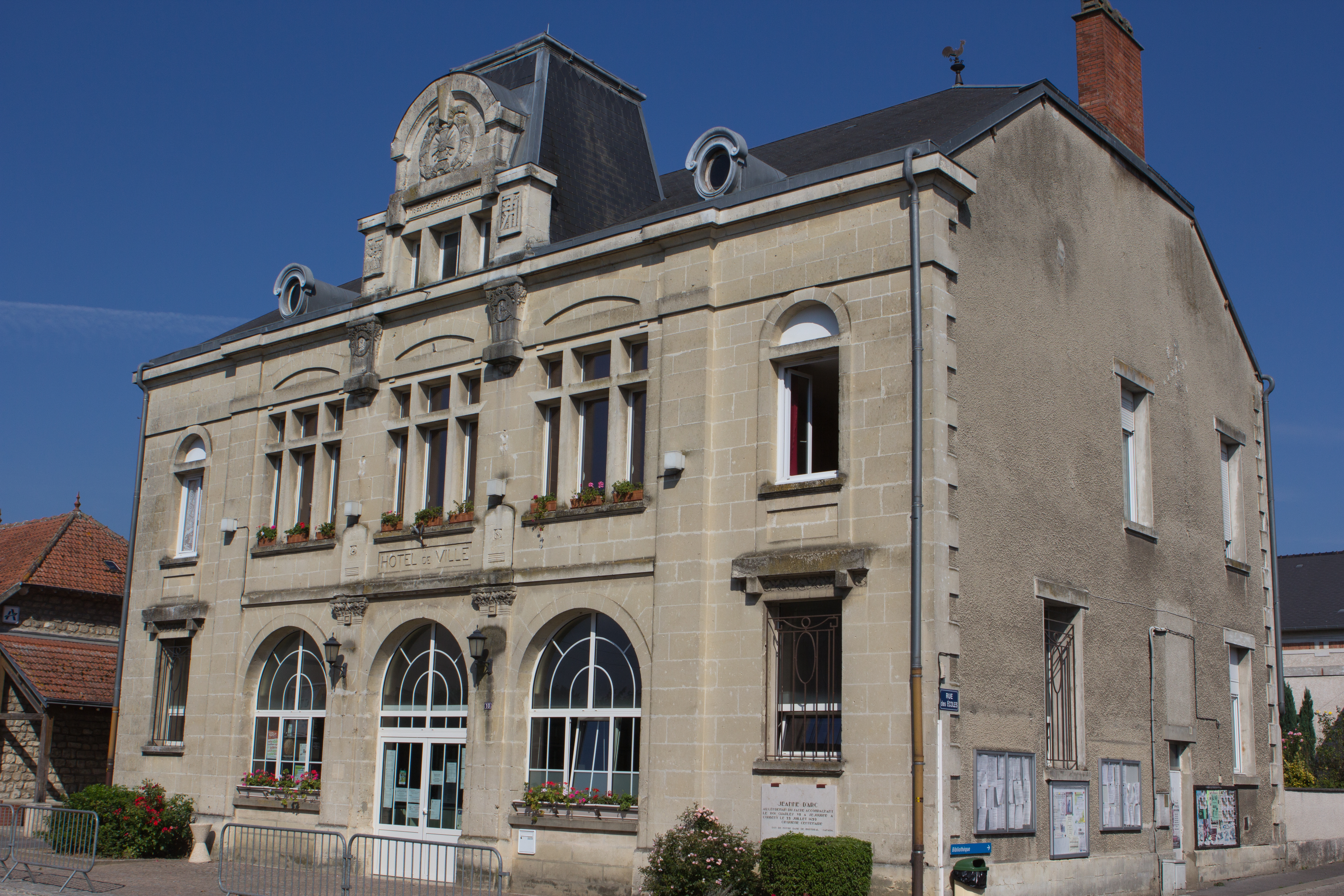
Mairie de Corbeny.
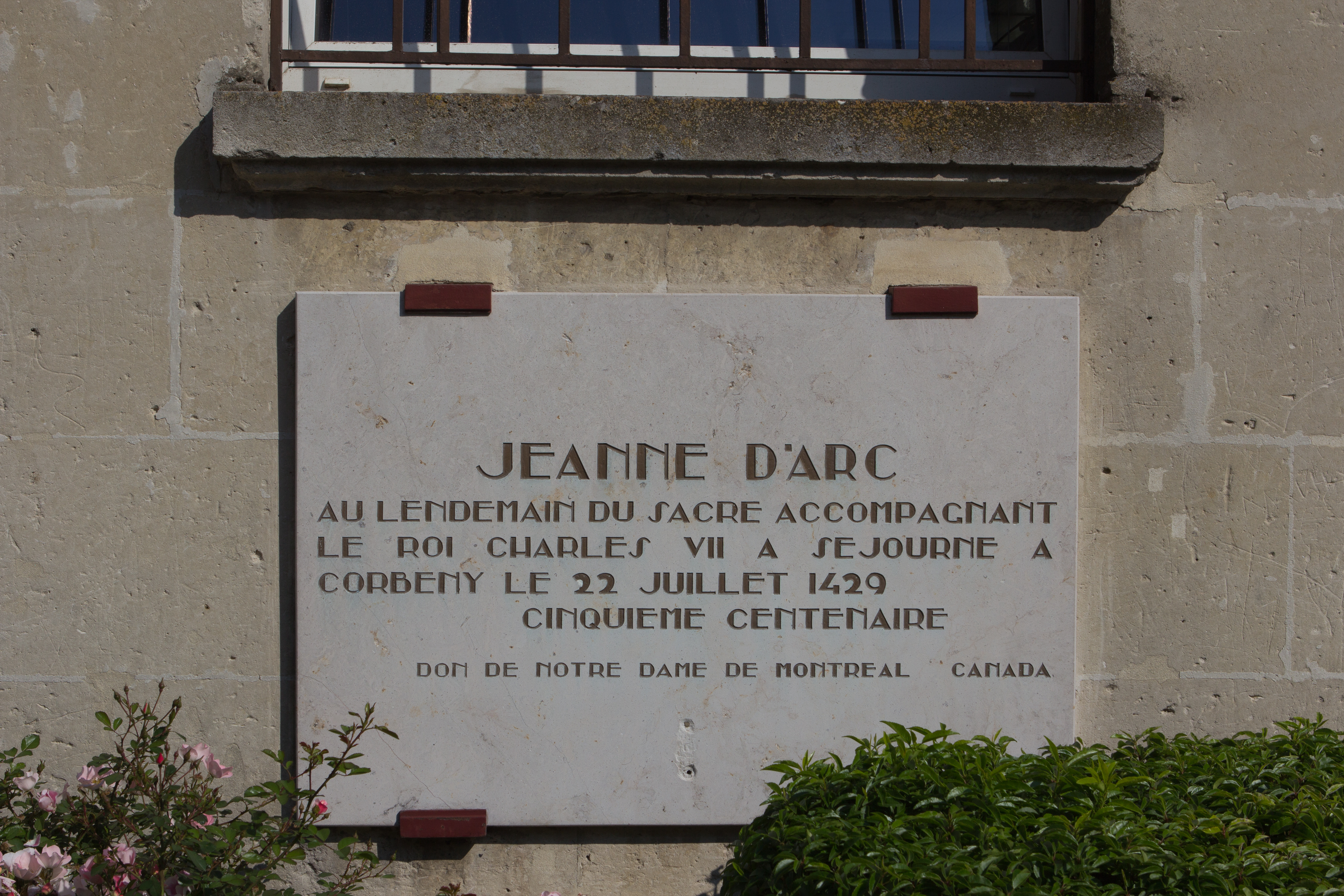
Plaque commémorative de Jeanne d’Arc et de Charles VII.
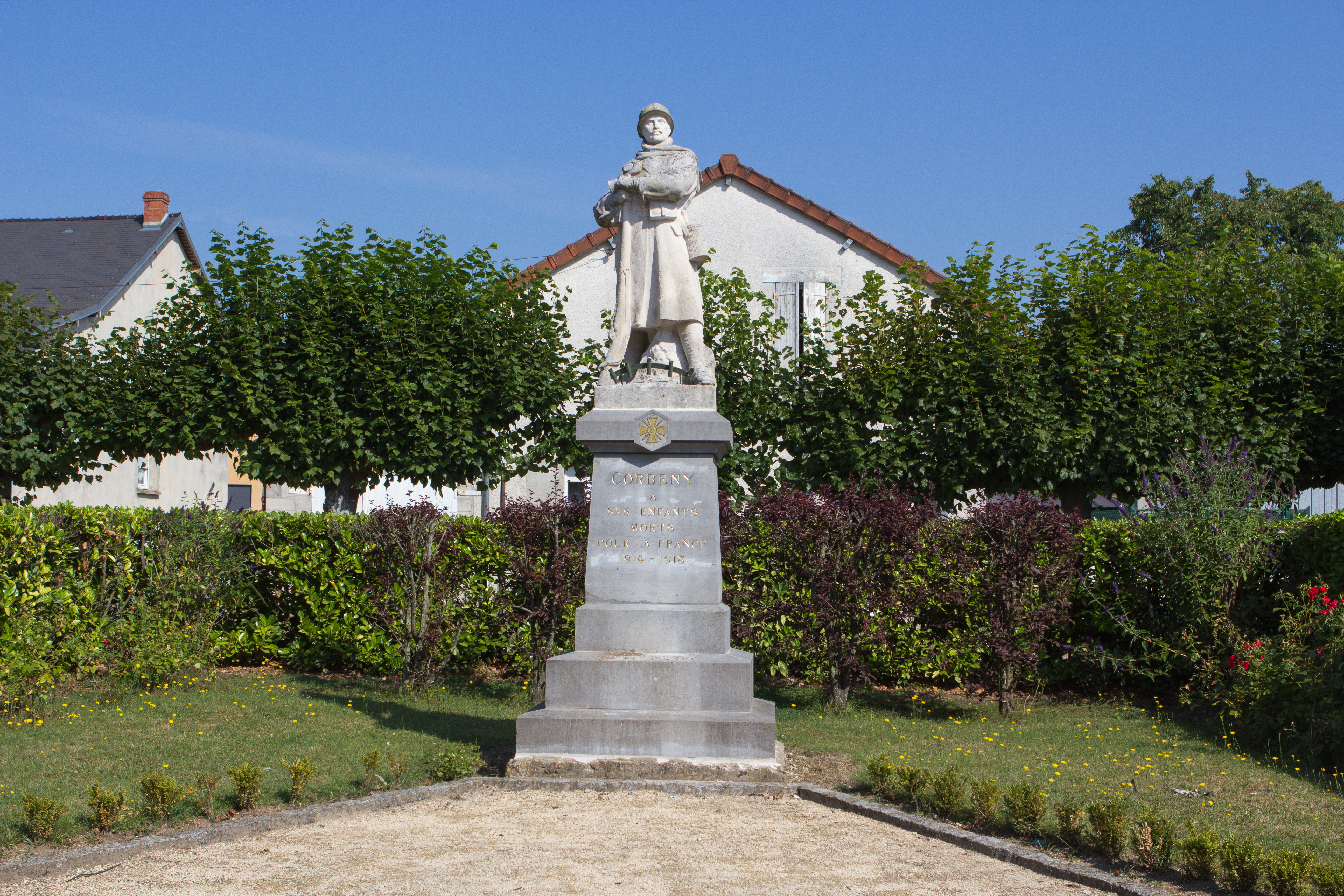
Hommage aux poilus de 1914 – 1918.
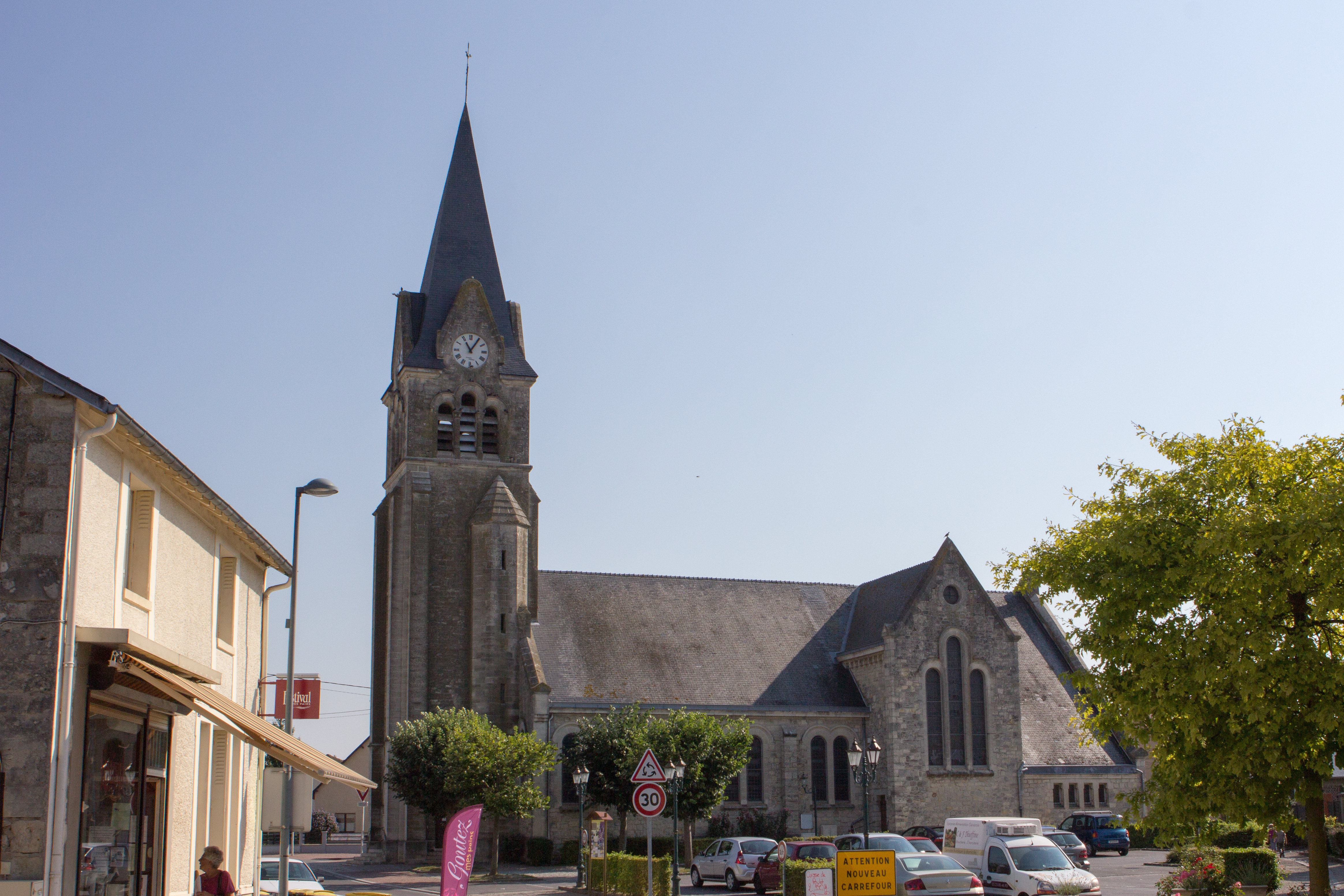
L’église Saint-Quentin.

## Le Chemin des Dames dans l'Histoire
Il fut baptisé ainsi à la fin du XVIIIe siècle et il s'agissait alors d'un petit chemin, peu carrossable. Il fut emprunté entre 1776 et  1789 par Adélaïde et Victoire, filles du roi Louis XV, également appelées Dames de France qui, venant de Paris, se rendaient fréquemment au château de La Bove, situé entre Bouconville, Sainte-Croix, Ployart et Chermizy. Le château appartenait à Françoise de Châlus (1734-1821), duchesse de Narbonne-Lara, ancienne maîtresse de Louis XV et ancienne dame d'honneur d'Adélaïde. La légende affirme que pour faciliter le voyage, le comte[Qui ?] fit empierrer le chemin qui prit le nom charmant de « Chemin des Dames ».
Ce n'est pas très loin de ce site stratégique maintes fois disputé que Jules César, en 57 av. J.-C., dans les environs de Berry-au-Bac sur l'Aisne, défit les Belges lors de sa Guerre des Gaules.
En 1814, Napoléon Ier, à la bataille de Craonne, y battit les Prussiens et les Russes, au prix de 5 400 morts parmi ses jeunes recrues que l'on appelait les Marie-Louise. Un monument commémore encore cette bataille sur le plateau de Hurtebise, à proximité de la caverne du Dragon.
C'est lors de la Première Guerre mondiale que le Chemin des Dames acquit une tragique notoriété avec des lieux comme Craonne ou la caverne du Dragon.

## Le Chemin des Dames au cours de la Première Guerre mondiale

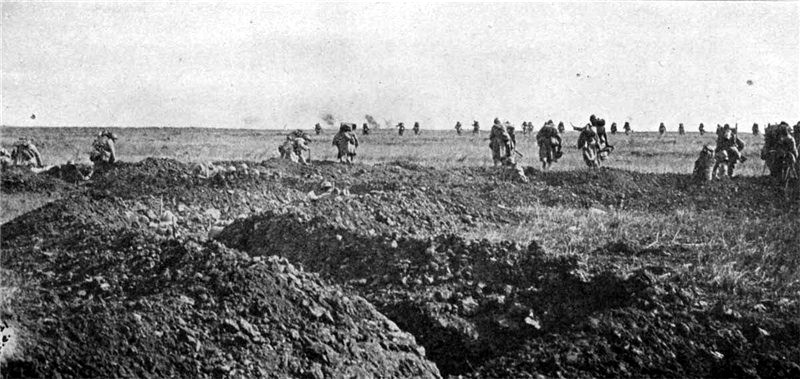
Assaut français sur le Chemin des Dames (Archives du Queensland, Australie)

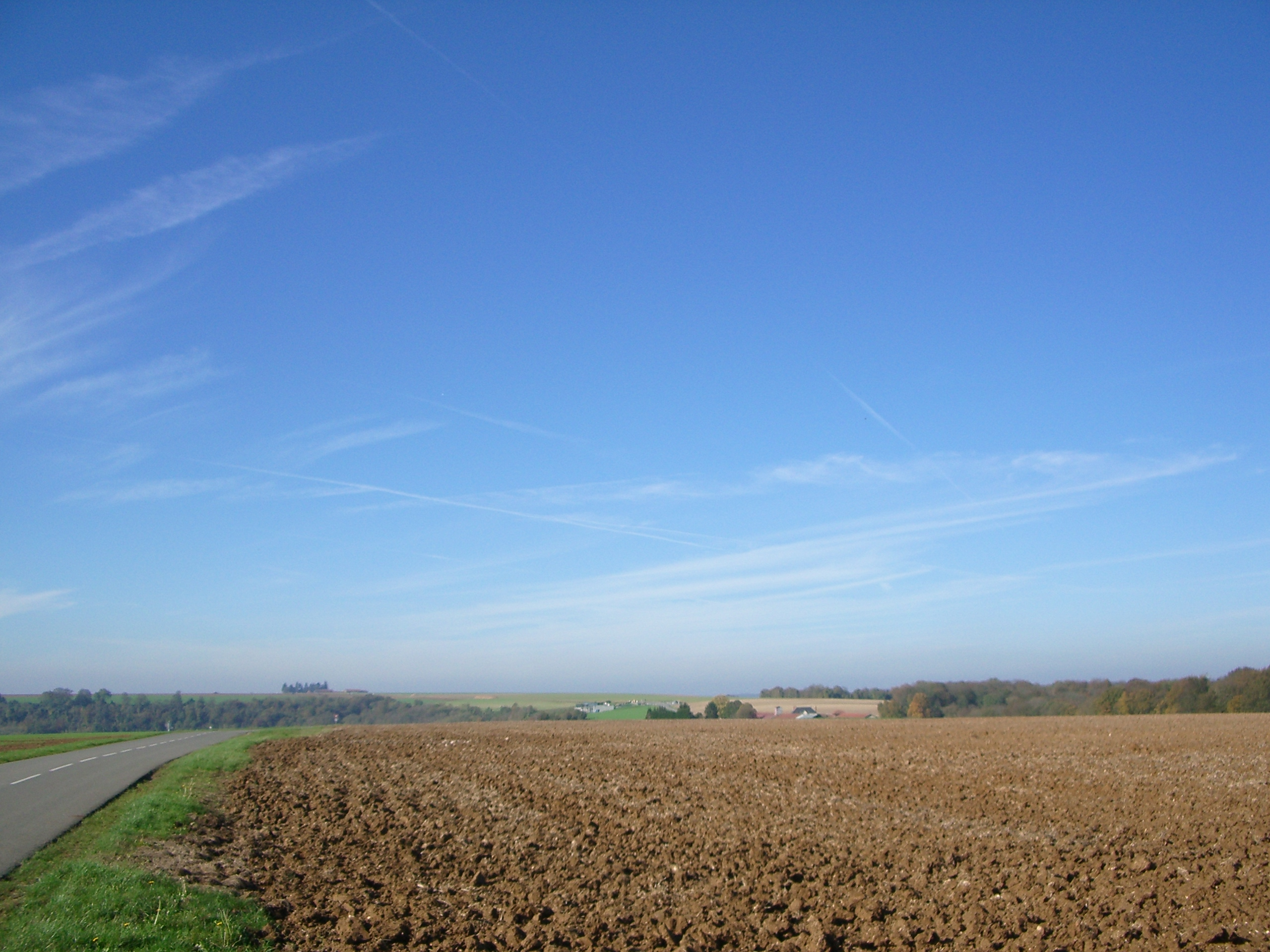
Le plateau du Chemin des Dames

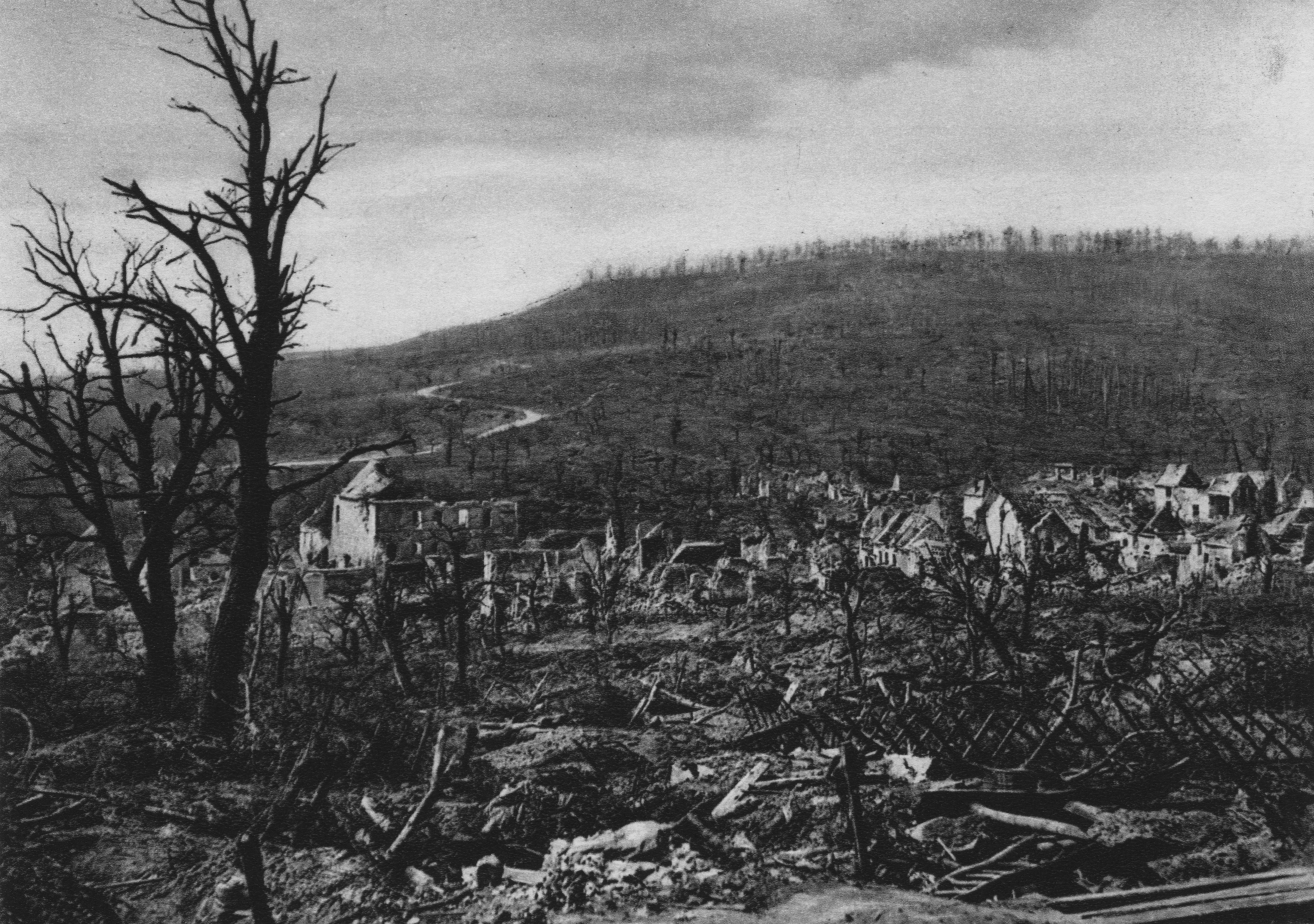
Le village dévasté de Soupir en mai 1917

### La Première Bataille de l'Aisne (août-septembre 1914)
Le Chemin des Dames est un terrain d'affrontement dès 1914. Le 31 août 1914, les troupes françaises sont obligées de quitter leur position sur le Chemin des Dames face à l'avancée allemande. Mais à l'occasion de la Première bataille de la Marne, les armées alliées atteignent de nouveau la vallée de l'Aisne le 13 septembre, bousculant devant elles les forces allemandes. Les Allemands se regroupent sur le plateau pour contrer l'offensive. Entre le 13 et le 15 septembre 1914, les troupes françaises et anglaises tentent de s'emparer du plateau. Plusieurs milliers de soldats meurent dans cette offensive inutile : le front se fixe à cet endroit jusqu'en 1918.

### L'offensive Nivelle (avril-juin 1917)
La réputation tragique du Chemin des Dames vient de l'offensive imaginée et dirigée par le général Nivelle durant le printemps 1917. Cette bataille prend des noms différents selon les auteurs : offensive Nivelle, seconde bataille de l'Aisne ou bataille du Chemin des Dames. Cette offensive est un cruel échec pour les armées françaises : alors que Nivelle pensait que l'avancée serait foudroyante, Laon (située à une quinzaine de kilomètres à vol d'oiseau) devant être atteinte en fin de journée, le front allemand est à peine entamé. Pendant de nombreux mois, les armées allemandes et françaises se disputent le plateau.
Le bilan de l'offensive est difficile à établir. Les pertes françaises ont été souvent sous-évaluées en ne s'intéressant qu'aux pertes subies entre le 16 et 29 avril. Or, les combats se poursuivent jusque fin juin (prise de Craonne le 4 mai, prise de la caverne du Dragon le 25 juin). Il convient alors de regarder les pertes sur les mois d'avril, mai et juin. Lors des comités secrets réunissant les députés du 29 juin au 7 juillet, le député Favre estime les pertes à près de 200 000 hommes côté français au bout de deux mois d'offensives. Quant aux pertes allemandes, elles sont encore plus difficiles à évaluer. Cependant la situation n'est pas meilleure. L'épisode du Tunnel de Winterberg, survenu les 4 et 5 mai 1917, en est un exemple.
C'est après cette grande tuerie que se développèrent dans l'armée française des mutineries, particulièrement fréquentes après le 16 avril 1917, et concentrées essentiellement sur le Chemin des Dames et le front de Champagne.
La Chanson de Craonne, dont le nom fut donné lors des mutineries de 1917 (la musique était reprise d'une chanson d'avant la guerre), à la suite des pertes militaires, fait partie des répertoires antimilitariste et anarchiste, elle fut absente des ondes jusqu'en 1976.

### La bataille de la Malmaison (octobre 1917)
Les Français reprennent le Chemin des Dames entre le 23 et le 25 octobre 1917, lors d'une offensive ayant pour objectif la reprise du fort de la Malmaison. Les Allemands évacuent le plateau et repassent l'Ailette, reculant de quelques kilomètres. Cette offensive a été précédée de la plus importante préparation d'artillerie de la Guerre, d'une ampleur qui restera inégalée jusqu'à la bataille de Koursk, en 1943.

### La Troisième Bataille de l'Aisne (1918)
Le 27 mai 1918, Ludendorff, général en chef des armées allemandes, lance une offensive sur le Chemin des Dames, précédée par une préparation d'artillerie intense et précise. Le succès est éclatant : les troupes avancent de 15 km dans la journée et chassent les Français de la vallée de l'Aisne. La bataille se poursuit dans les environs de Château-Thierry. Un certain Adolf Hitler participe à cette offensive au sein du 16e Régiment royal bavarois d'infanterie de réserve (16. Königlich Bayerischen Reserve-Infanterieregiment).
Alors que Paris est menacé, les Alliés organisent une contre-offensive le 28 juillet 1918 (voir Seconde bataille de la Marne). Le 7 août, tout le terrain perdu est repris.

## Seconde Guerre mondiale
Le plateau fut aussi un champ de bataille très disputé au cours de la Seconde Guerre mondiale, après que les Allemands ont lancé leur Westfeldzug le 10 mai 1940. La 6e Armée du général Touchon tenta d'arrêter l'offensive allemande en s'appuyant sur la vallée de l'Aisne, le Chemin des Dames et la vallée de l'Ailette à partir du 16 mai : 17e Corps d'Armée du général Noël : 87e Division d'Infanterie d'Afrique (général Barbeyrac) de Saint-Maurice, 28e Division d'Infanterie Alpine (général Lestien), 36e Bataillon de Chars de Combat, 7e Division d'Infanterie (général Hupel). 
Le 5 juin, l'offensive reprend alors vers le sud avec une supériorité numérique désormais écrasante. Le général Weygand, nommé commandant en chef des armées françaises en cours de bataille, a constitué une ligne de défense sur la Somme, le canal Crozat, l'Ailette et l'Aisne dite ligne Weygand ou position Somme-Aisne. 
L'attaque allemande est déclenchée tout d'abord (5 juin) sur la Somme et l’Ailette (bataille de l'Ailette du 18 mai au 6 juin 1940), puis sur l’Aisne. 
Malgré une résistance héroïque des unités françaises (bataille de l'Aisne du 15 mai au 12 juin 1940), le front français est percé le 7 juin sur la Somme, le 10 juin sur l'Aisne.

## Le Chemin des Dames dans les mémoires

### Commémorer une défaite?

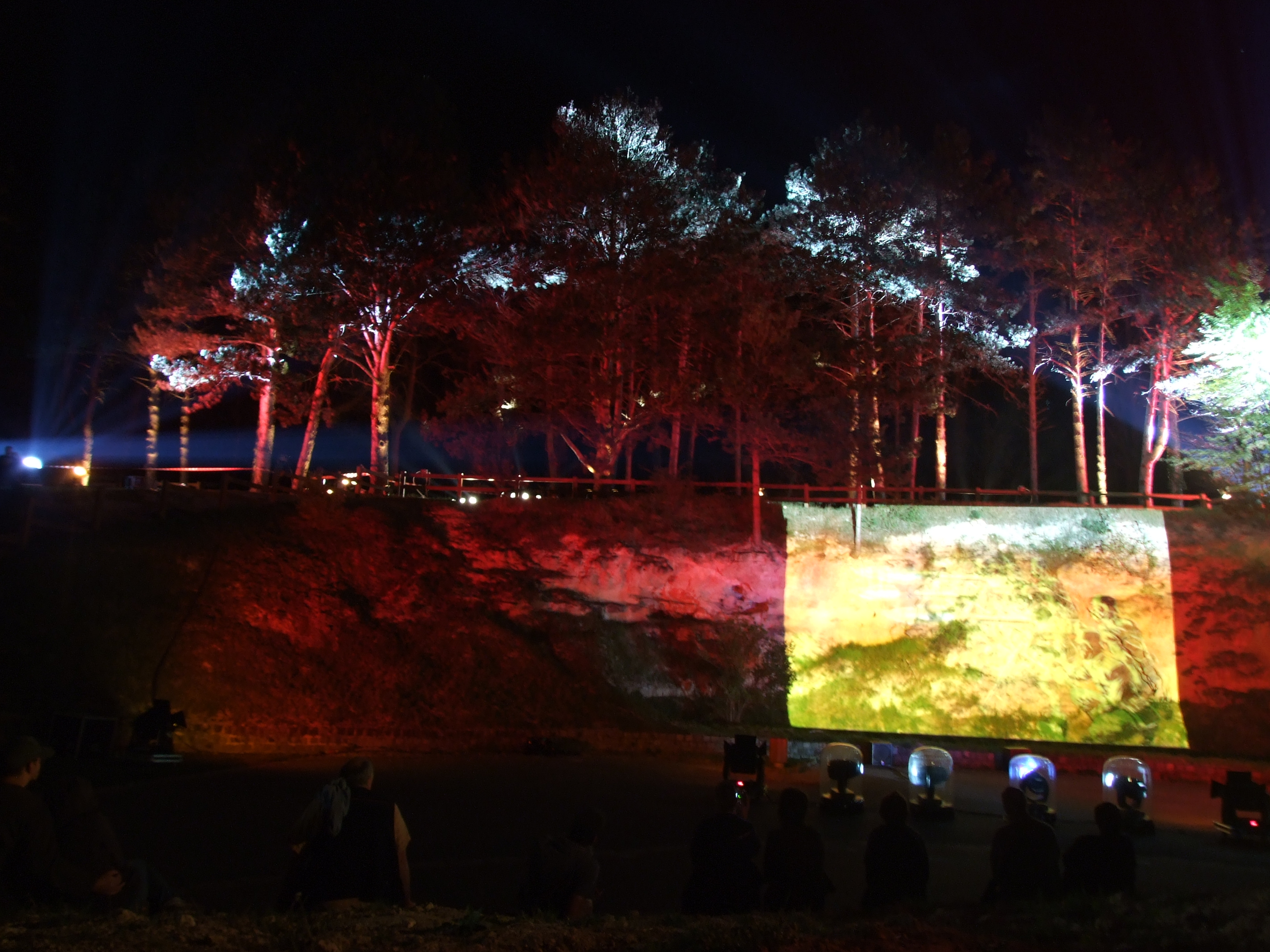
Spectacle pour les 90 ans du Chemin des Dames sur le plateau de Californie.

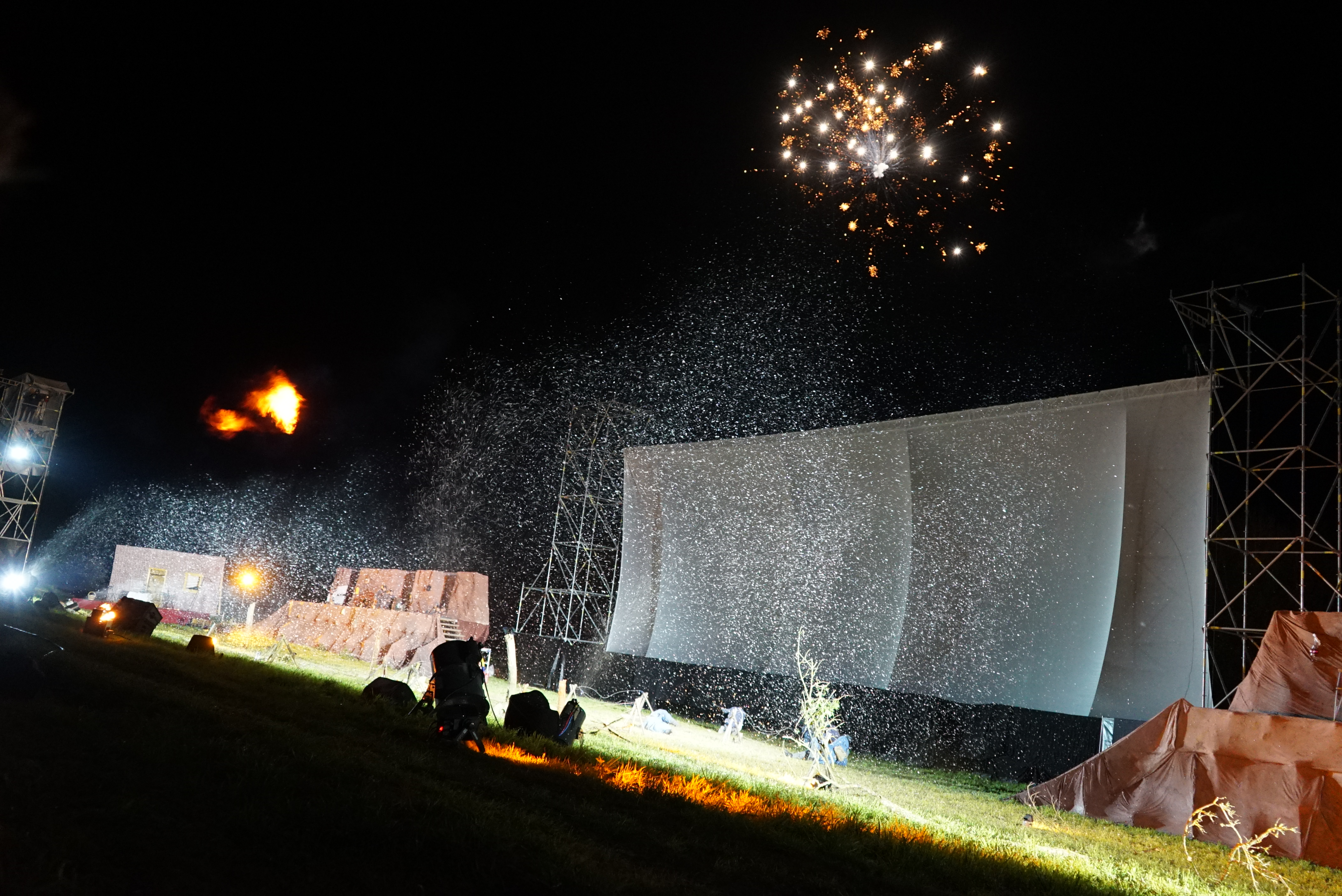
Pour le centenaire, son & lumière à Craonnelle.

Cette offensive n'a jamais occupé la même place dans la mémoire nationale que la bataille de la Somme ou que la bataille de Verdun. Il est en effet beaucoup plus difficile de commémorer une défaite qu'un succès ou un demi-succès.
Dès lors, les historiens ont eu tendance à atténuer l'ampleur de l'offensive afin d'en atténuer l'échec. À la suite des premiers historiens, il est convenu de limiter dans le temps cette offensive à la période allant du 16 au 29 avril 1917 et de dissocier l'offensive lancée sur la montagne de Reims le 17 avril 1917 du Chemin des Dames proprement dit.
Rémy Cazals et Frédéric Rousseau montrent que les premières Histoires de la bataille ignorent souvent l'expérience combattante et sous-évaluent l'ampleur des mutineries. En outre, elles cherchent fréquemment à expliquer l'échec par l'action des ministres plutôt que par une grave erreur stratégique.
Dès lors, les premières commémorations prennent la forme de monuments collectifs ou individuels financés par les « anciens » des régiments ayant combattu sur place ou par la famille d'un soldat (généralement un officier) tombé lors de l'offensive. Le Mémorial du Chemin des Dames, situé à Cerny-en-Laonnois, est construit en 1951 à l'initiative de personnalités locales et d'anciens combattants avec à leur tête l'évêque de Soissons, Monseigneur Douillard. Toutes ces commémorations sont issues des rangs des anciens combattants et elles peuvent associer des éléments religieux.
Les paysages témoignent de cette occultation de la mémoire. Initialement fixée à plus de 19 000 ha, la zone rouge de l'Aisne s'est restreinte à 717 ha, sur la partie orientale du Chemin des Dames. Les champs de bataille n'ont pas été mémorialisés comme à Verdun, mais ont été progressivement remis en culture. Les secteurs les plus ravagés par les combats (plateau de Californie) ont été remis en 1927 à l'administration des Eaux et Forêts, et incorporés à la forêt de Vauclair. Cette forêt de guerre a été reconstituée dans le but explicite de masquer les traces des combats.
Ce n'est qu'à partir des années 1990 que les commémorations prennent un aspect plus officiel. Le Conseil général de l'Aisne, après s'être porté acquéreur de la caverne du Dragon, la réaménage pour en faire un espace muséographique dédié aux batailles sur le Chemin des Dames. Le 5 novembre 1998, le Premier Ministre français Lionel Jospin vient sur le Chemin pour inaugurer une sculpture de Haïm Kern, commande de l'État pour les 80 ans de l'armistice. À cette occasion, il demande que les soldats mutins « “fusillés pour l'exemple” au nom d'une discipline dont la rigueur n'avait d'égale que la dureté des combats, réintègrent aujourd'hui, pleinement, notre mémoire collective ». Cette phrase donne naissance à une polémique en pleine période de cohabitation : le lendemain Philippe Séguin, président du RPR et l'Élysée critiquent ses propos. Pour les 90 ans de l'offensive, le Conseil général organise une veillée de commémoration et des marches sur le Chemin des Dames qui sont un succès populaire. En outre, il met en place un mémorial virtuel qui vise à collecter les noms de toutes les personnes qui sont tombées sur le Chemin des Dames quelle que soit leur nationalité.
Dernière nouveauté mémorielle, le Conseil général de l'Aisne a commandé un ensemble de statues à Christian Lapie commémorant la participation des Africains à l'offensive. L'œuvre, installée à proximité de la caverne du Dragon, a été inaugurée le 22 septembre 2007. Elle révèle une nouvelle prise en compte de la souffrance et du sacrifice des troupes coloniales dans les conflits mondiaux, dans la lignée du film Indigènes. Il faut en effet se rappeler que le général Mangin avait préconisé l'utilisation de la « Force noire » dans la Première Guerre mondiale, pour compenser les pertes énormes subies par l'Armée française en 1914 et en 1915. Ainsi le 16 avril 1917, les pertes parmi les troupes africaines sont de 6 000 soldats sur les 15 000 en première ligne.

### Personnalités liées au Chemin des Dames
De nombreux écrivains et intellectuels étaient eux aussi mobilisés et se trouvaient sur le Chemin des Dames durant la Première Guerre mondiale.
Guillaume Apollinaire
Guillaume Apollinaire n'a pas la nationalité française en 1914, sa mère étant polonaise. Il se fait naturaliser et s'engage volontairement. Il devient sous-lieutenant au sein du 96e régiment d'infanterie. Avec son régiment, il combat en Champagne, puis dans l'Aisne. En mars 1916, il se trouve sur le Chemin des Dames au bois des Buttes (près de Pontavert). C'est là qu'un éclat d'obus le blesse à la tête. Il est alors trépané et profite de sa convalescence pour écrire Calligrammes. On retrouve dans cette œuvre un écho à son expérience sur le front :
Mais j'ai coulé dans la douceur de cette guerre avec toute ma compagnie au long des longs boyaux

Quelques cris de flamme annoncent sans cesse ma présence

J'ai creusé le lit où je coule en me ramifiant en mille petits fleuves qui vont partout

Je suis dans la tranchée de première ligne et cependant je suis partout ou plutôt je commence à être partout

C'est moi qui commence cette chose des siècles à venir

Ce sera plus long à réaliser que non la fable d'Icare volant
Louis Aragon
Louis Aragon n'a que 16 ans quand éclate la guerre. Il est mobilisé en 1917 et est incorporé en tant que médecin-auxiliaire au 355e régiment d'infanterie en 1918. Il se trouve alors près de Soissons où il est enterré vivant à trois reprises[réf. nécessaire], puis il suit la contre-offensive alliée sur le Chemin des Dames en septembre 1918. C'est là qu'il commence son premier roman Anicet. Il évoquera cette expérience du front à travers la fiction comme dans le roman Aurélien :
Je me souviendrai toujours... C'était au Chemin des Dames... Le docteur, je ne le connaissais pas, il venait d'arriver au bataillon... J'étais sergent alors... J'avais une section... C'était un peu à l'ouest de Sancy... on tenait la ligne du chemin de fer... on avait avancé après un pilonnage, mazette, un pilonnage ! Devant nous, tout était bouleversé. Plus de tranchées, des trous d'obus, des entonnoirs... On avait avancé comme on avait pu... sur la pente, et un peu où ça faisait plateau... et reculé par-ci par-là..., on ne savait plus où on en était... Je vous ennuie?
— Mais non, — dit Bérénice, — au contraire...
— Il y avait du Boche en avant, de côté, en arrière... L'artillerie tapait dans le tas... On voyait dans ce qui avait été du barbelé un particulier qui n'avait pas pu se tirer des pieds... Personne ne songeait à aller le repêcher, je vous jure... Enfin, une chienne n'y aurait plus reconnu ses petits... Là où était ma section, ça avait encore forme humaine... parce qu'on tenait un boyau où on s'était battu... et qu'on avait cloisonné avec des sacs de sable... Seulement il y avait deux Fridolins blessés qui s'avançaient quand on avait entassé les sacs... Alors ils étaient tombés le bec en avant, les pieds chez eux, la tête chez nous. Et feuilletés dans les sacs... des vrais sandwiches... Pas mèche de les dégager, vous saisissez : on avait aussi peur d'un côté que de l'autre... et puis recommencer le bousin pour deux bonhommes... Seulement le soir tombait, et ils ne se décidaient pas à clamser... Ils gueulaient encore... Ça devait leur faire mal quelque part... Une guibolle... Enfin, quoi! Ils gueulaient... Dans le secteur on ne bougeait plus... chacun le doigt sur la gâchette, terrés... Alors, quand ils se remettaient à gueuler, les mitrailleurs à tout hasard envoyaient une volée... Tac tac tac tac tac... et ça ricochait... tac tac... On ne savait plus où se mettre... D'autres répondaient... Ni les Boches ni nous ne savions sur qui on tirait... Avec la nuit ça devenait intenable... 
Eugène Dabit
Eugène Dabit a 16 ans quand la guerre éclate. Après six mois d'instruction à Poitiers en 1916, il connaît le front en 1917-1918, notamment à Oulches. Il en a laissé ses impressions dans un poème intitulé J'ai été soldat à dix-huit ans.
Jean Giono
Jean Giono a 19 ans quand la guerre éclate, il est donc incorporé dès 1914. Il est rapidement versé dans le 140e régiment d'infanterie qui va combattre sur tous les fronts : Champagne en 1915, Verdun en 1916, Chemin des Dames en 1916-1917. Sur le Chemin des Dames, ce régiment va défendre la position d'Hurtebise sur le plateau puis participer à la reprise du fort de Malmaison en octobre 1917. L'expérience du front fera de Giono un pacifiste acharné comme l'atteste son œuvre s'inspirant de son expérience au front, Le Grand Troupeau:
Il y avait toujours une trêve du petit matin, à l'heure où la terre sue sa fumée naturelle. La rosée brillait sur la capote des morts. Le vent de l'aube, léger et vert, s'en allait droit devant lui. Des bêtes d'eau pataugeaient au fond des trous d'obus. Des rats aux yeux rouges marchaient doucement le long de la tranchée. On avait enlevé de là-dessus toute la vie, sauf celle des rats et des vers. Il n'y avait plus d'arbres et plus d'herbe, plus de grands sillons, et les coteaux n'étaient que des os de craie, tout décharnés. Ça fumait doucement quand même du brouillard dans le matin.
Alexandre Zinoview
Alexandre Zinoview n'a pas la nationalité française en 1914. Russe émigré en France pour participer au bouillonnement artistique du Montparnasse de 1910, il s'engage donc volontairement, à l'appel de Blaise Cendrars dans la Légion Etrangère, puis est détaché au sein de la 1re Brigade Russe Spéciale, en tant que traducteur. C'est avec cette brigade qu'il combat sur le Chemin des Dames. Il dépeint l'offensive du 16 avril dans le tableau intitulé : "L'Heure H du jour J".
Dans ses carnets, il la décrit en ces termes : J’ai regardé ma montre : il était 6 heures moins deux. Encore deux minutes, et ça va commencer. Quel vent froid ! Et si humide… Tiens, une tache sur ma vareuse, je n’y avais pas pris garde depuis ma blessure. Ça doit être de l’encre. Hier j’ai rempli mon stylo. Où en est-on ? On ne voit pas Brimont, plongé dans la fumée. 6 heures moins une minute. 6 heures. Un grondement terrifiant déchire le voile de brume. Des milliers d’obus explosent dans le ciel. Le brouillard se mêle à la fumée. C’est parti… on voit des hommes sortir de terre et courir. L’espace d’un instant, la fumée d’éclatement masque une partie du chemin à parcourir, et on aperçoit des silhouettes noires sauter en l’air, puis retomber. Un bon nombre d’hommes rebrousse chemin, ils clopinent lentement, ce sont les blessés, tandis que les nôtres continuent à avancer..